# Větrné mlýny ve Velkopolsku
Větrné mlýny ve Velkopolsku jsou souborem staveb na území Polska, v oblasti, která bývala v 18. století centrem mlynářství v Evropě.

## Historie
Větrné mlýny se ve Velkopolsku objevují ve 14. století. K největšímu rozmachu dochází v 18. století, kdy se Polsko stalo obilnou velmocí a centrem mlynářství v Evropě. Na jeho území bylo přibližně 20 000 takových zařízení a jen ve Velkopolsku přes 12 000. Tehdy byly postaveny celé skupiny větrných mlýnů čítající několik desítek objektů. Například v okolí Lešna jich bylo téměř 100, Śmigielu kolem 60 a Rydzyny asi 40. Jde o větrné mlýny německého typu, nazývaných zde lidově koźlaki. Jde o dřevěné konstrukce vesměs z dubového nebo borového dřeva, otáčející se na svých základnách – trámových křížích, zvaných kozlík. Mlýnské kameny byly poháněny pohybem čtyř velkých perutí.
Technický a ekonomický pokrok v následujících staletích však vedl k postupnému úpadku větrného průmyslu. V Polsku už není žádný aktivní větrný mlýn, který by mlel obilí. A těch neaktivních je stále méně. Ve Velkopolsku už zbylo jen posledních několik míst. V Lešně jsou dva a v okolních okresech jich zůstalo kolem šedesáti. Polovina z nich jsou již jen ruiny se zlomenými perutěmi nebo silně narušenou konstrukcí. Jiné jsou v o něco lepším stavu, zpravidla v soukromém vlastnictví, ale často nepřístupné. Jen několik z nich bylo přestavěno a nyní se využívají pro výstavy, ateliéry umělců, galerie, muzea nebo i kavárny.

## Galerie

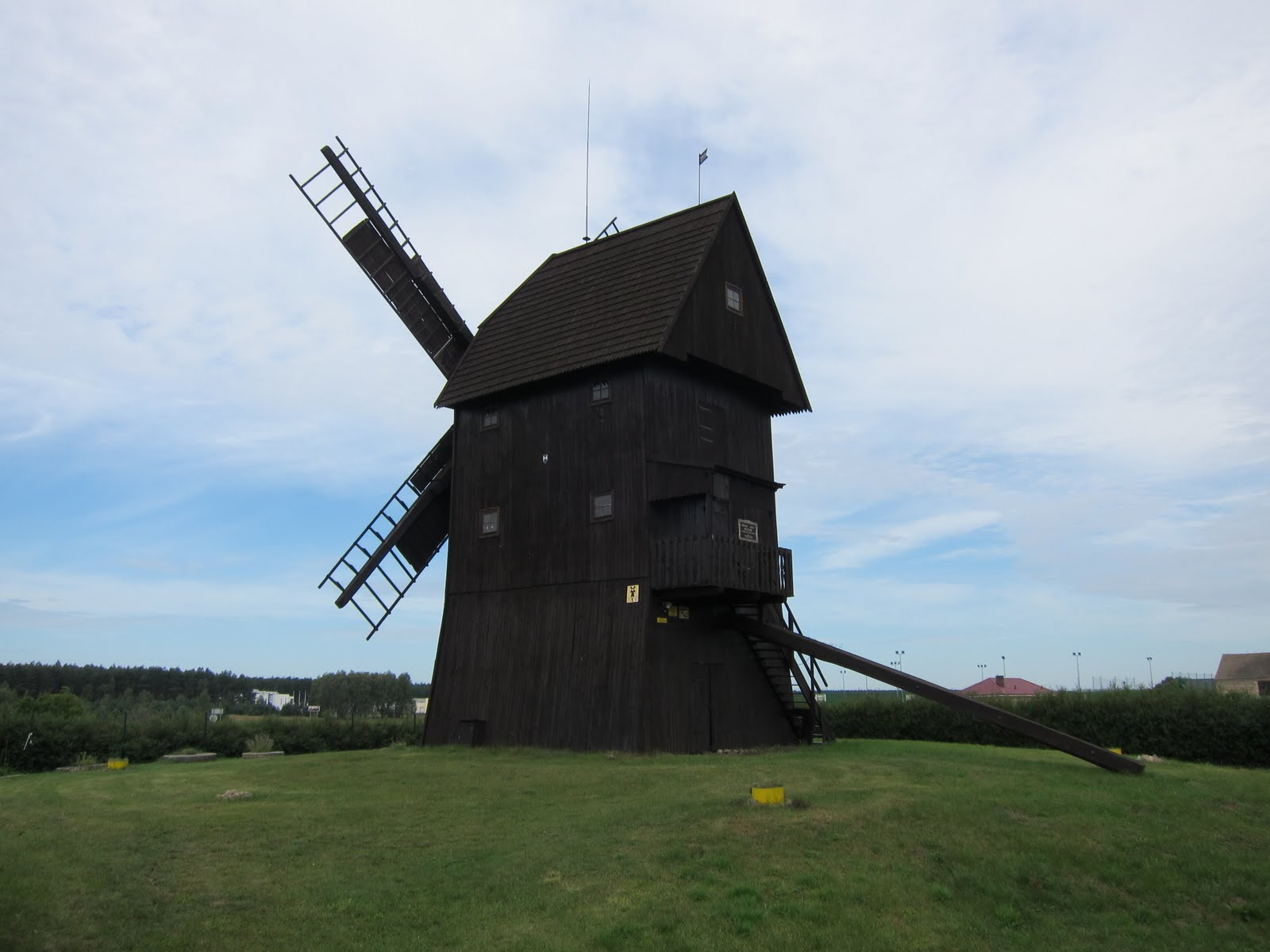
Rydzyna
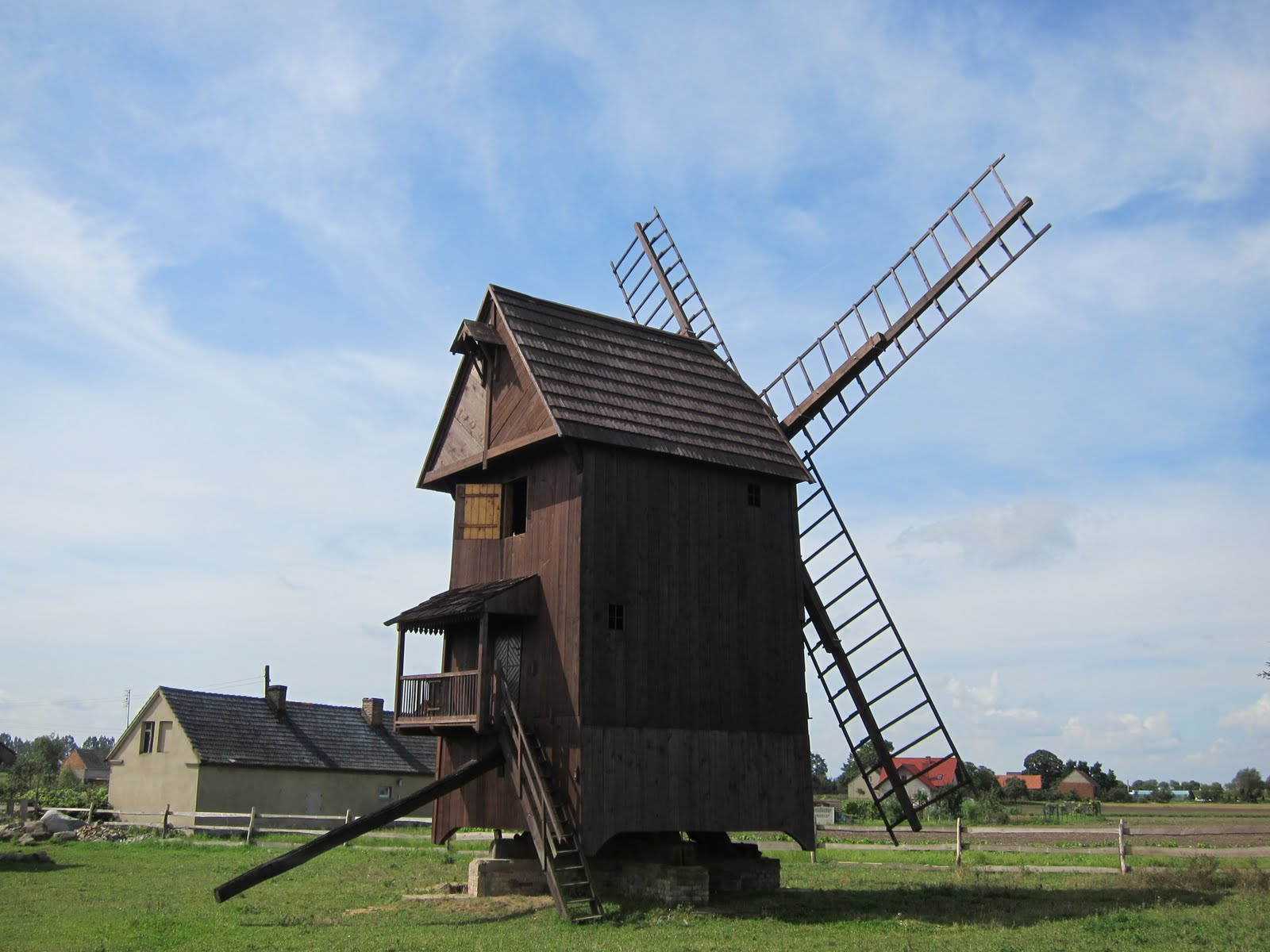
Tworzanice
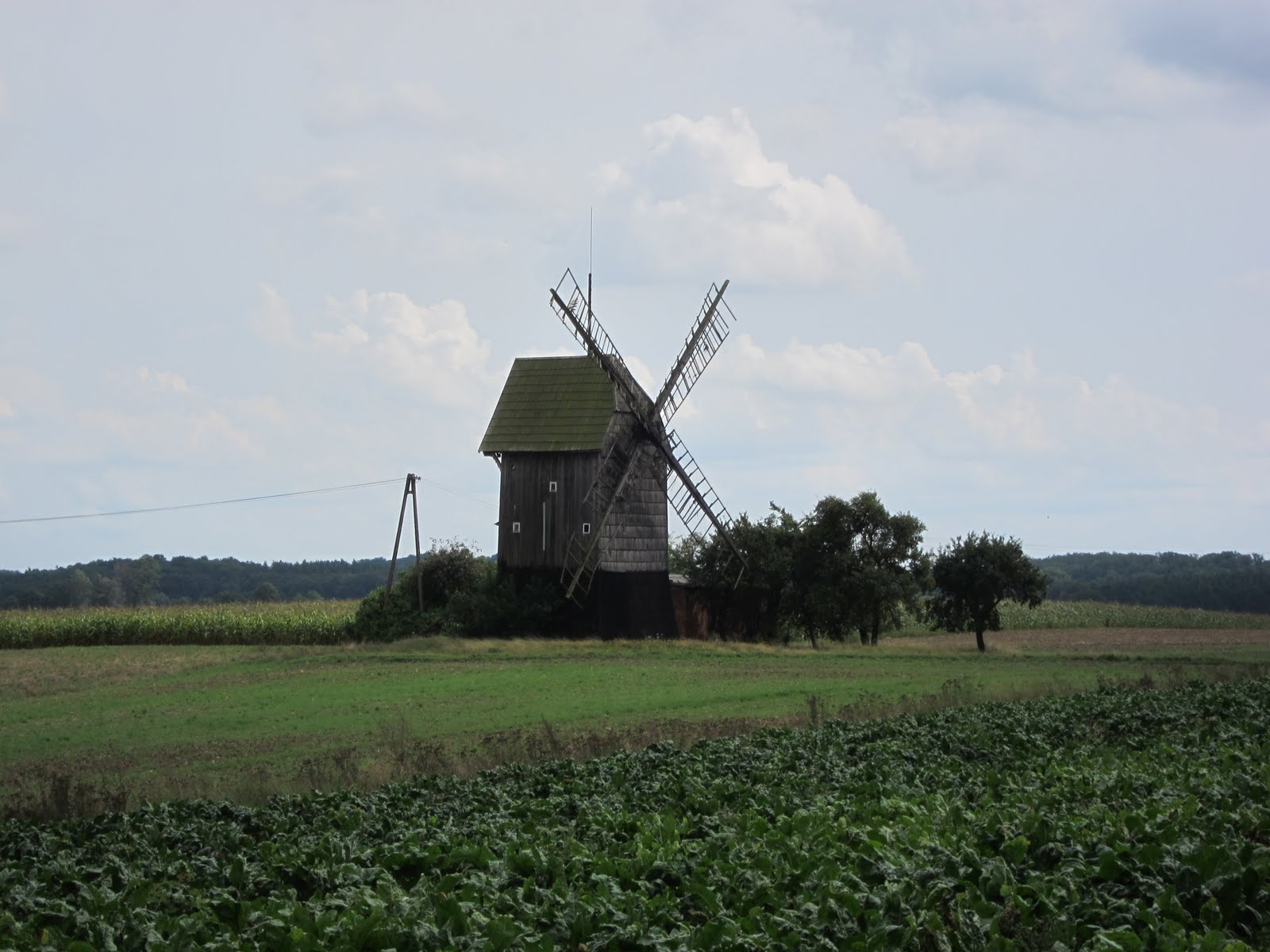
Świerczyna
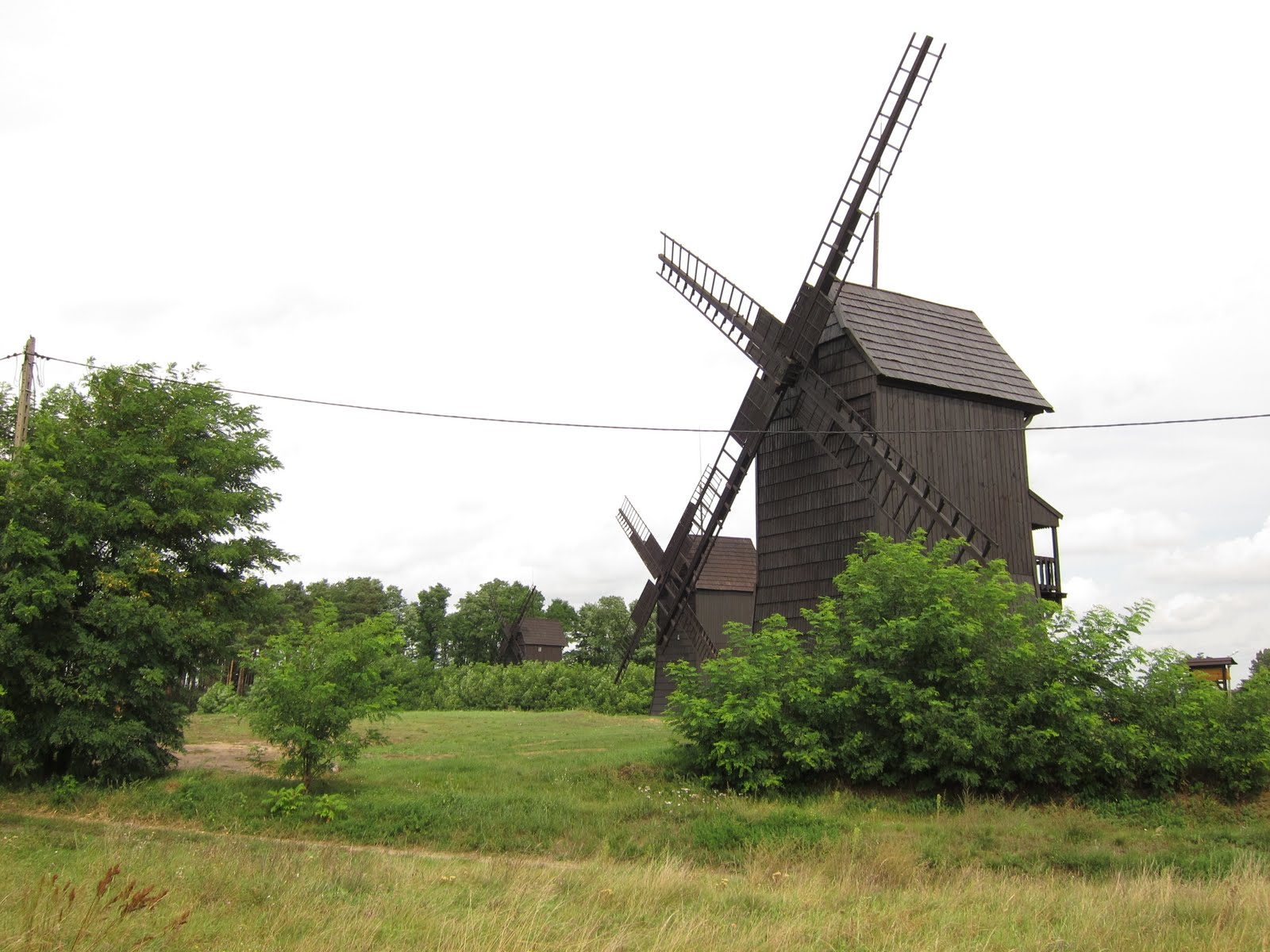
Osieczna
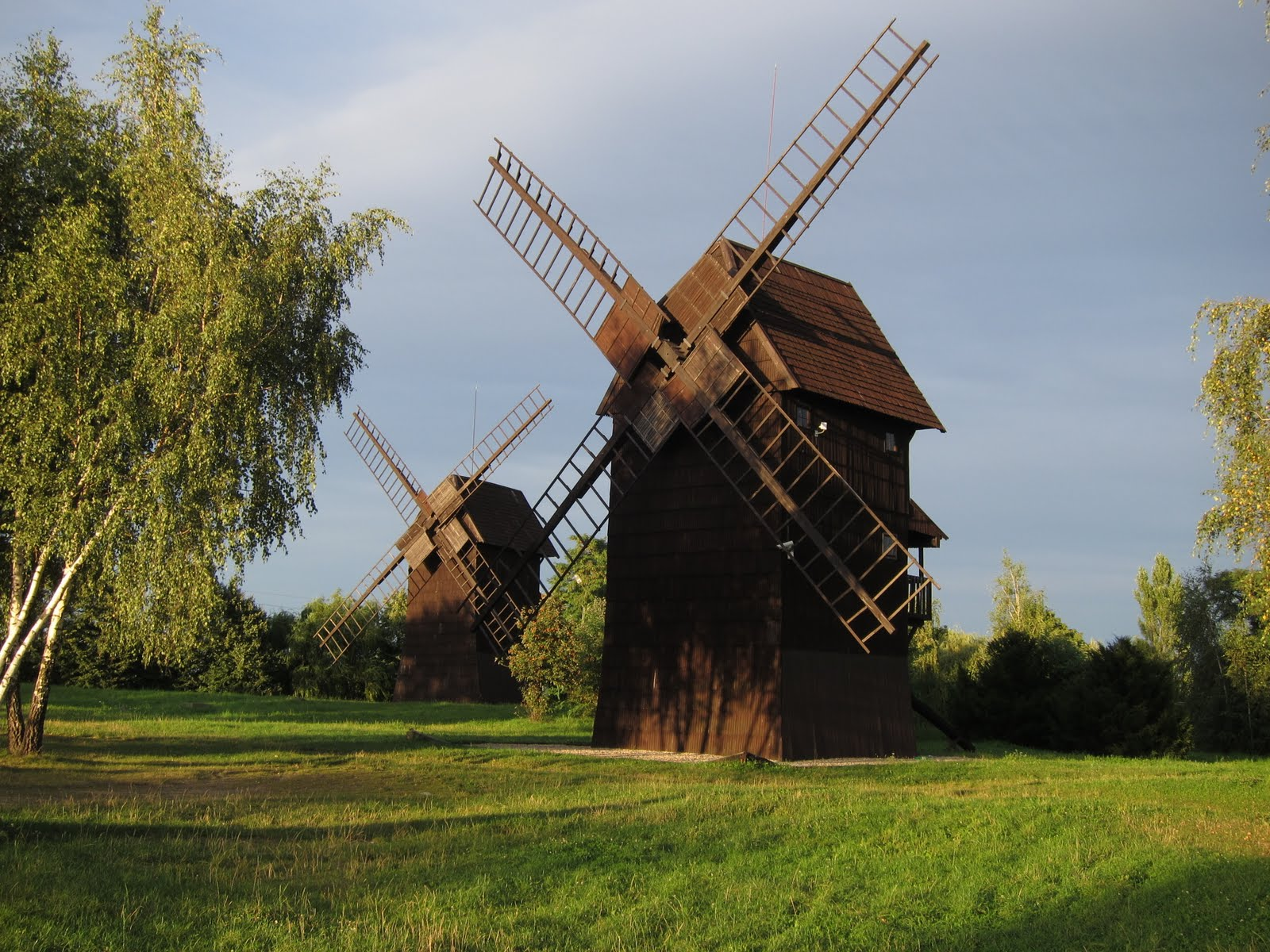
Śmigiel
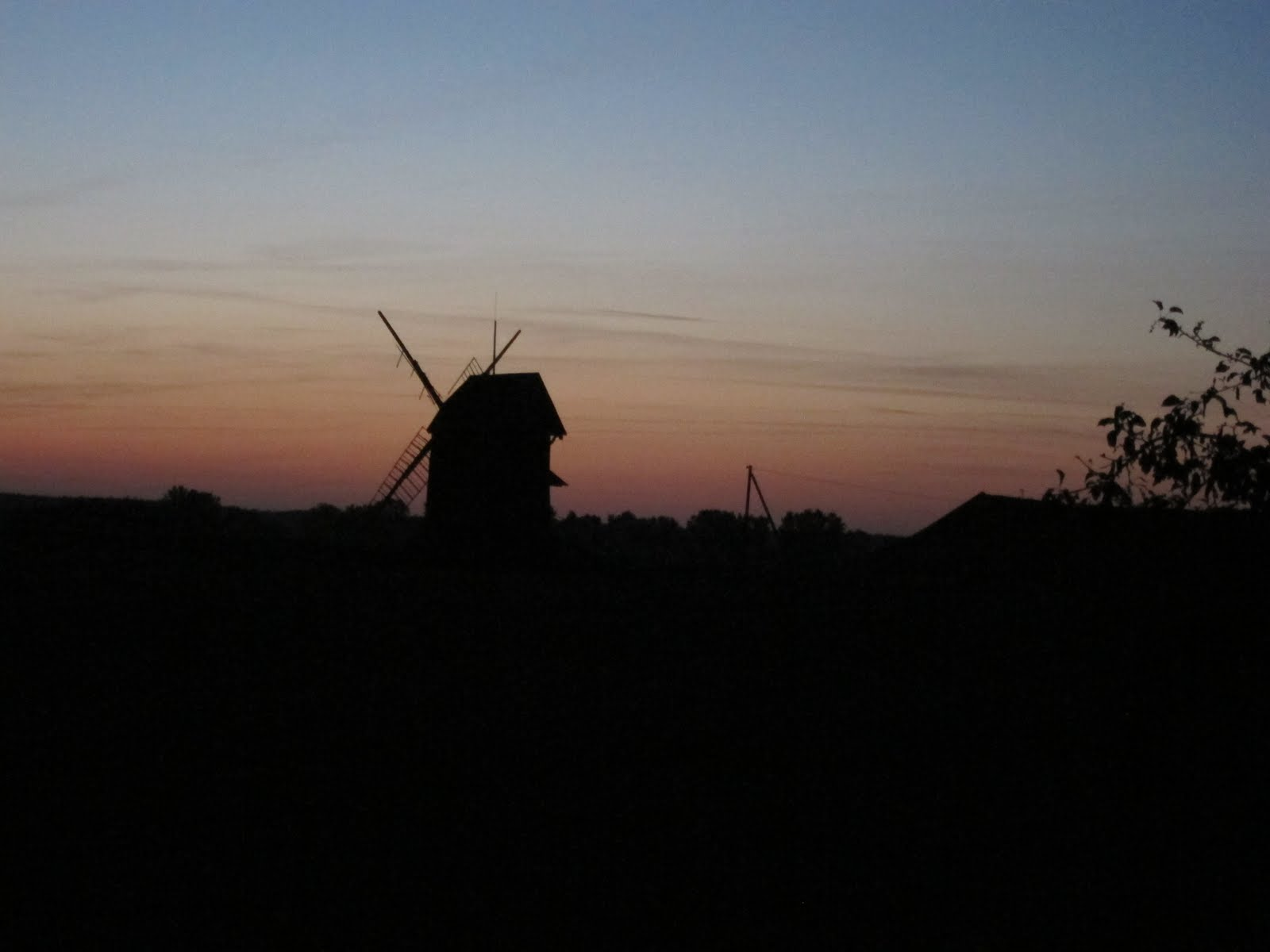
Brońsk
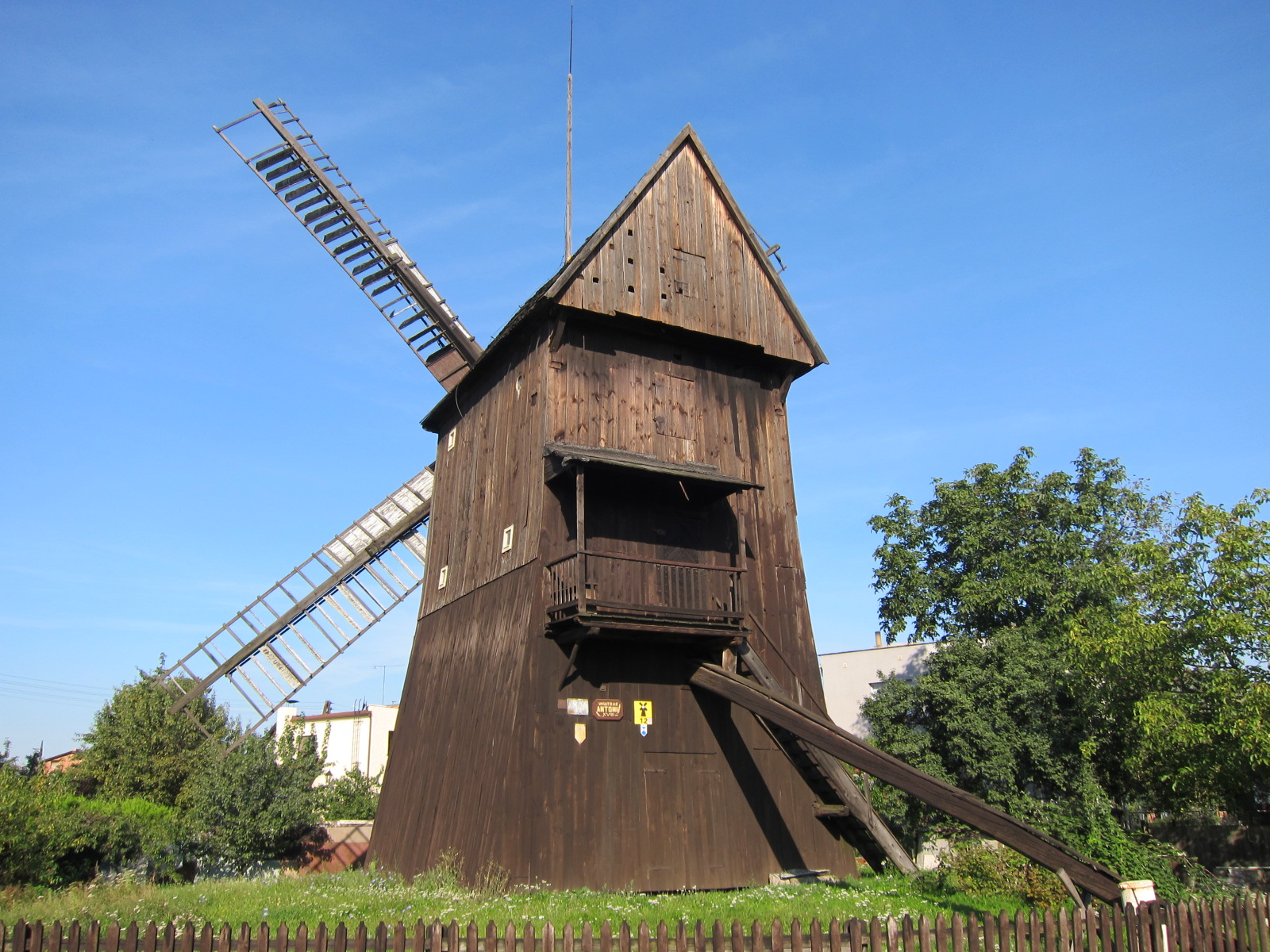
Lezsno I.
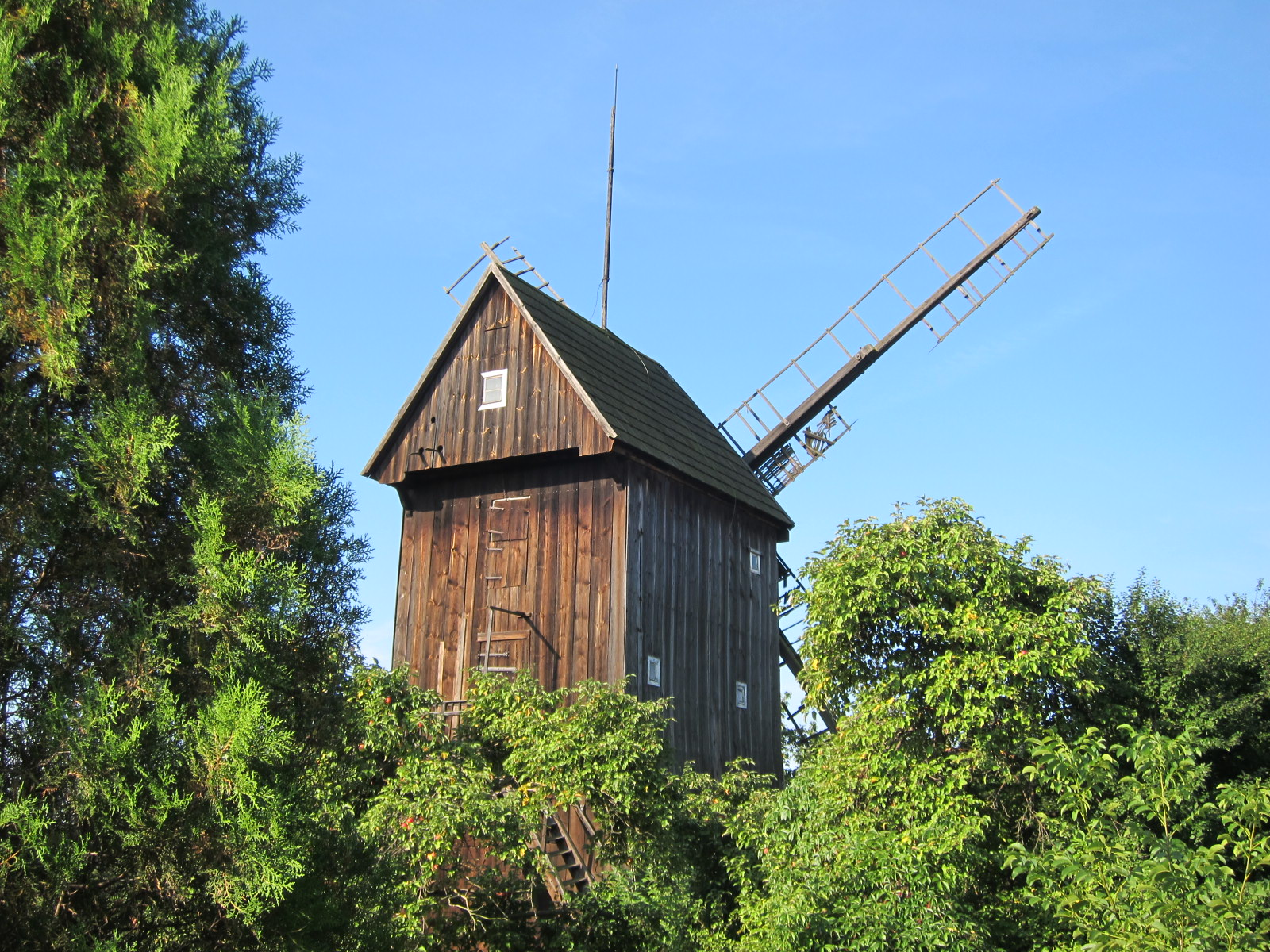
Lezsno II.
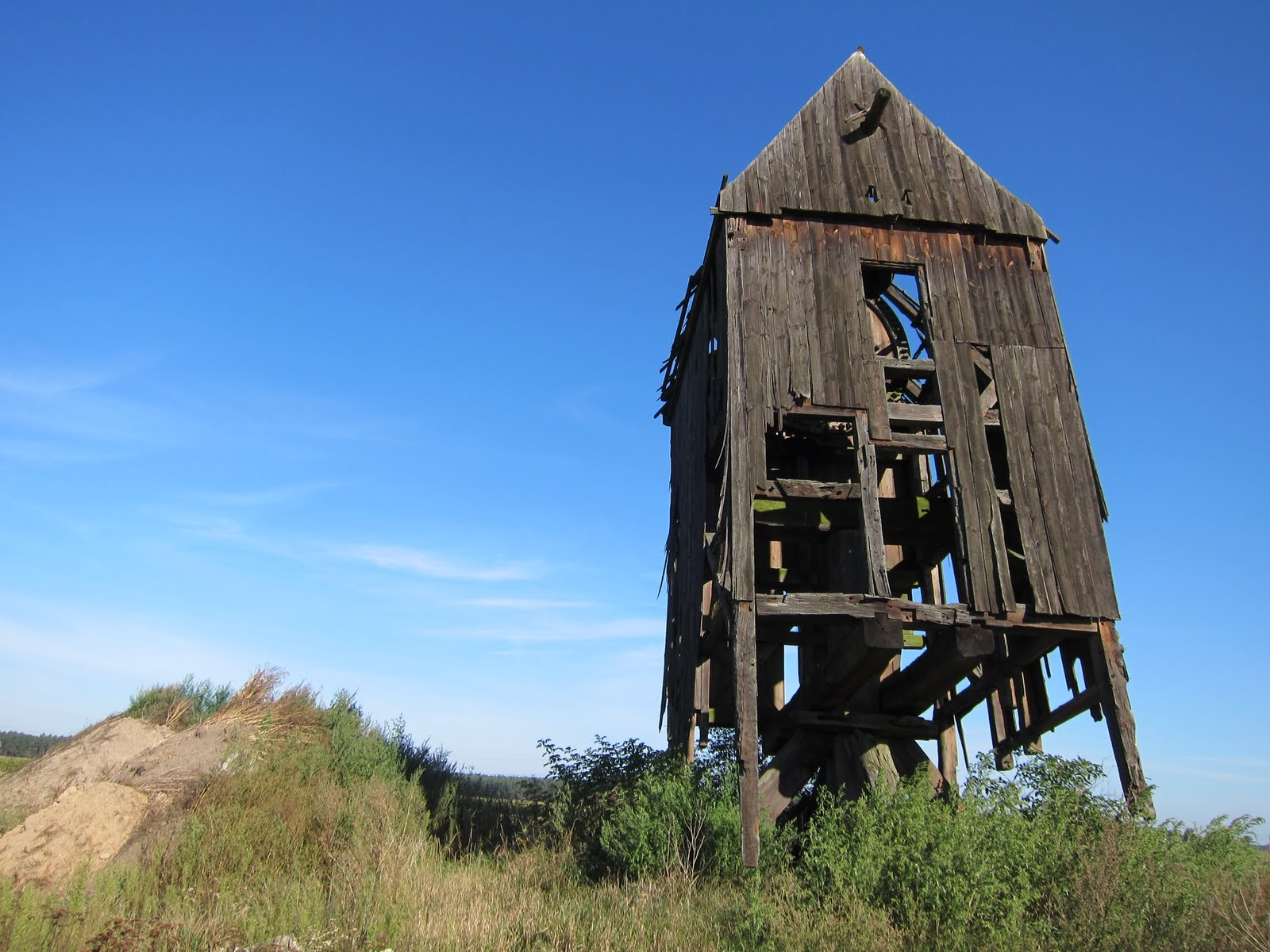
Wilkowice
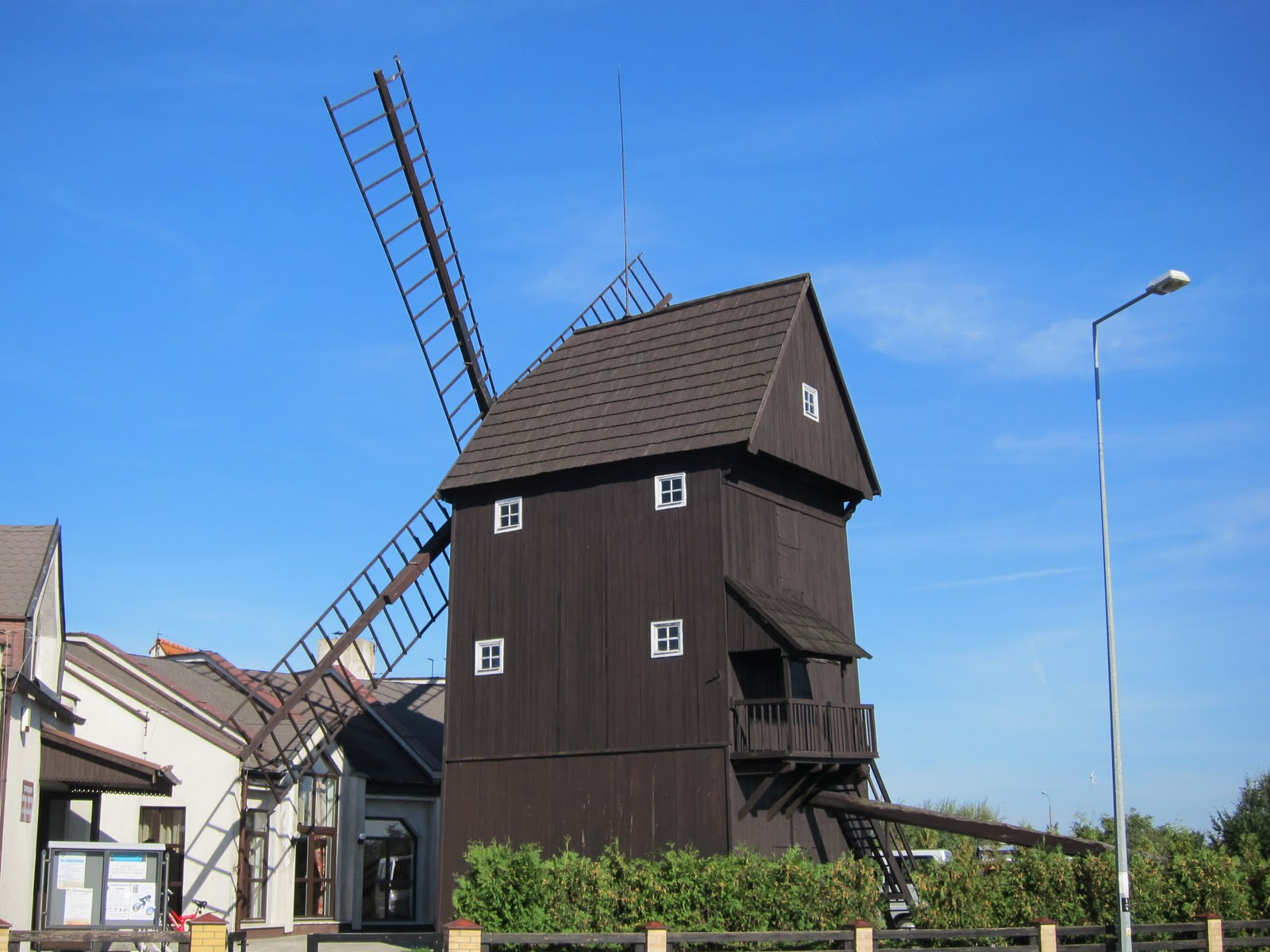
Święciechowa
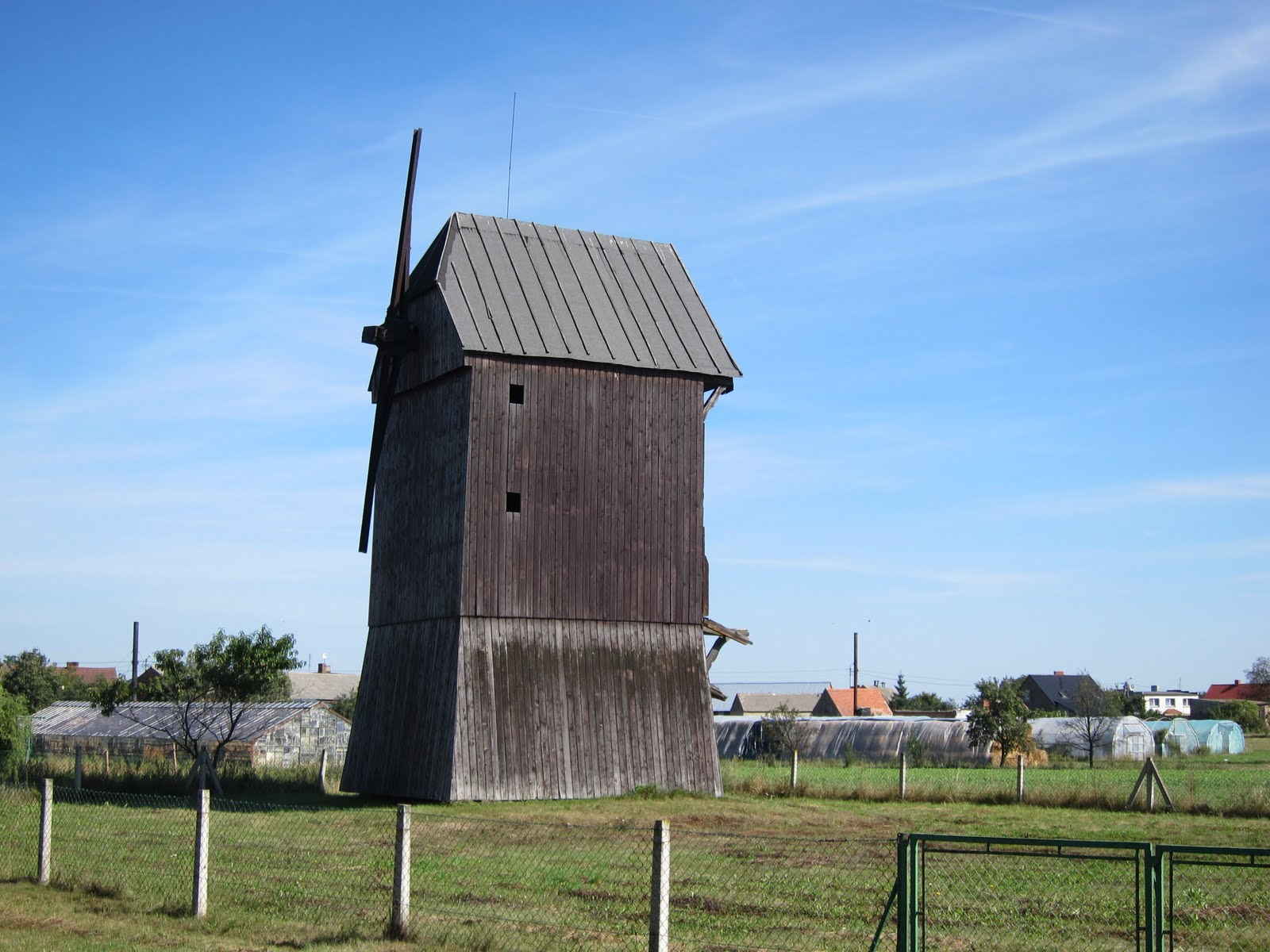
Bukówiec Górny I.
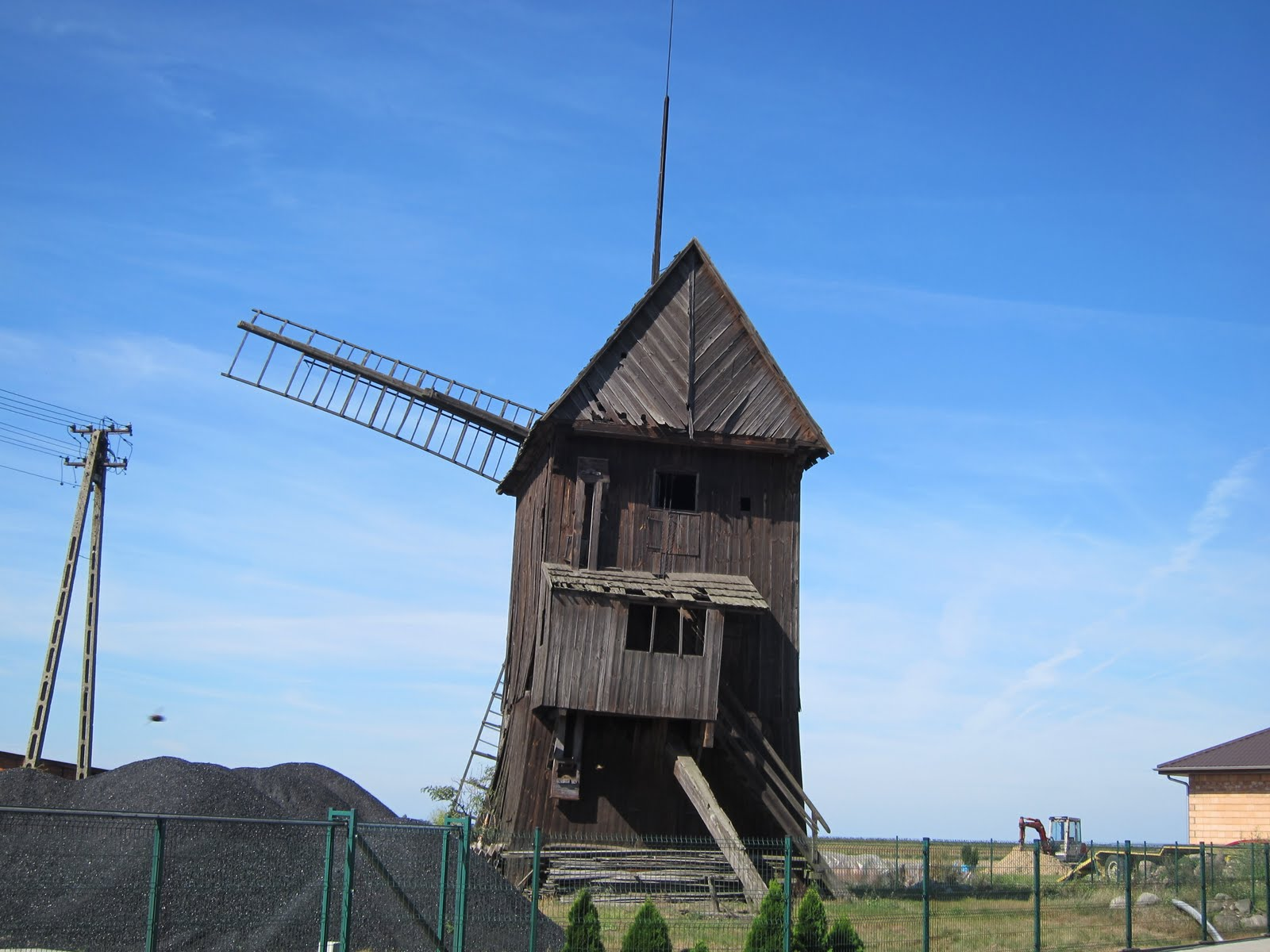
Bukówiec Górny II.
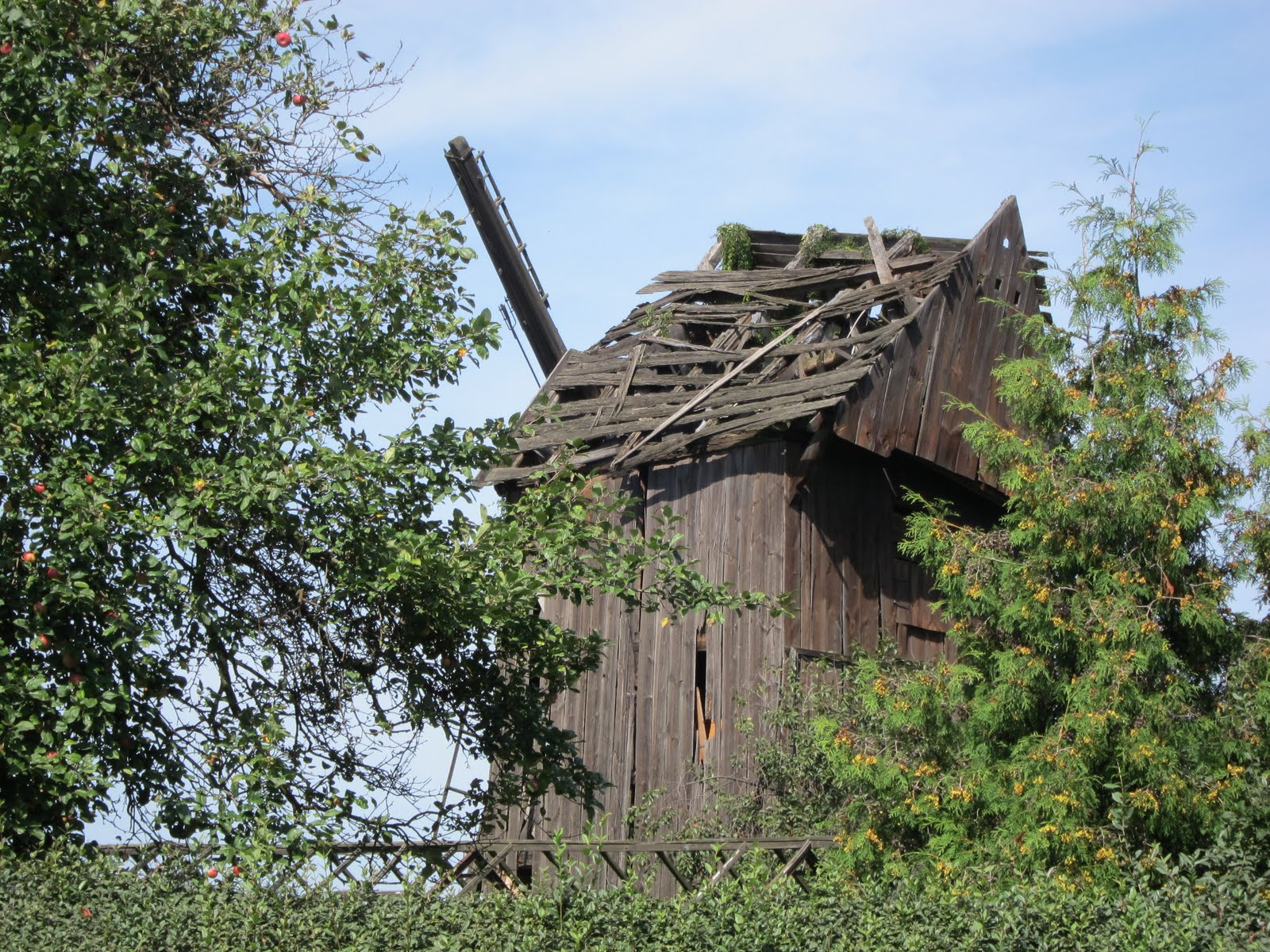
Grotniki
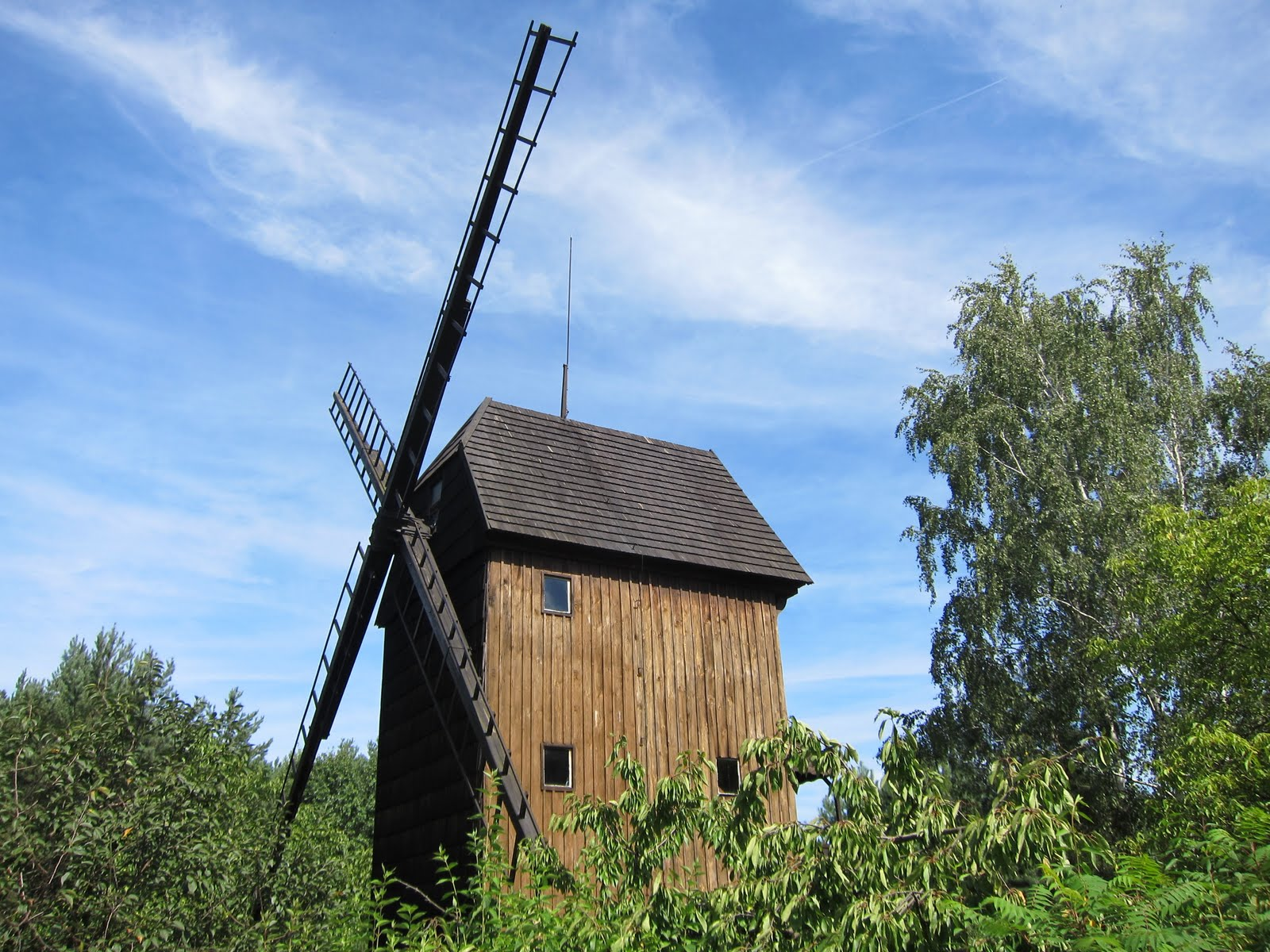
Domnice
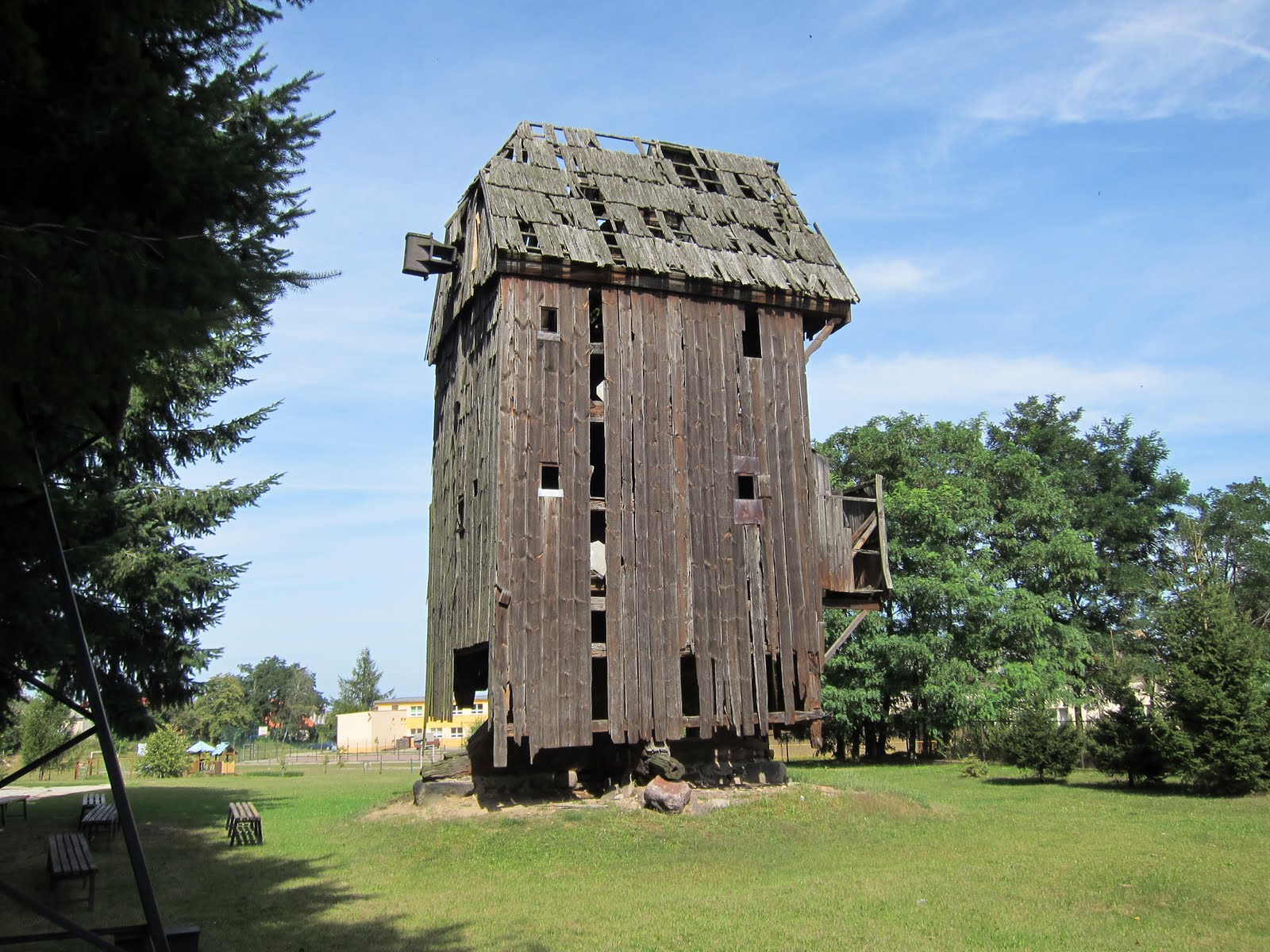
Starkowo
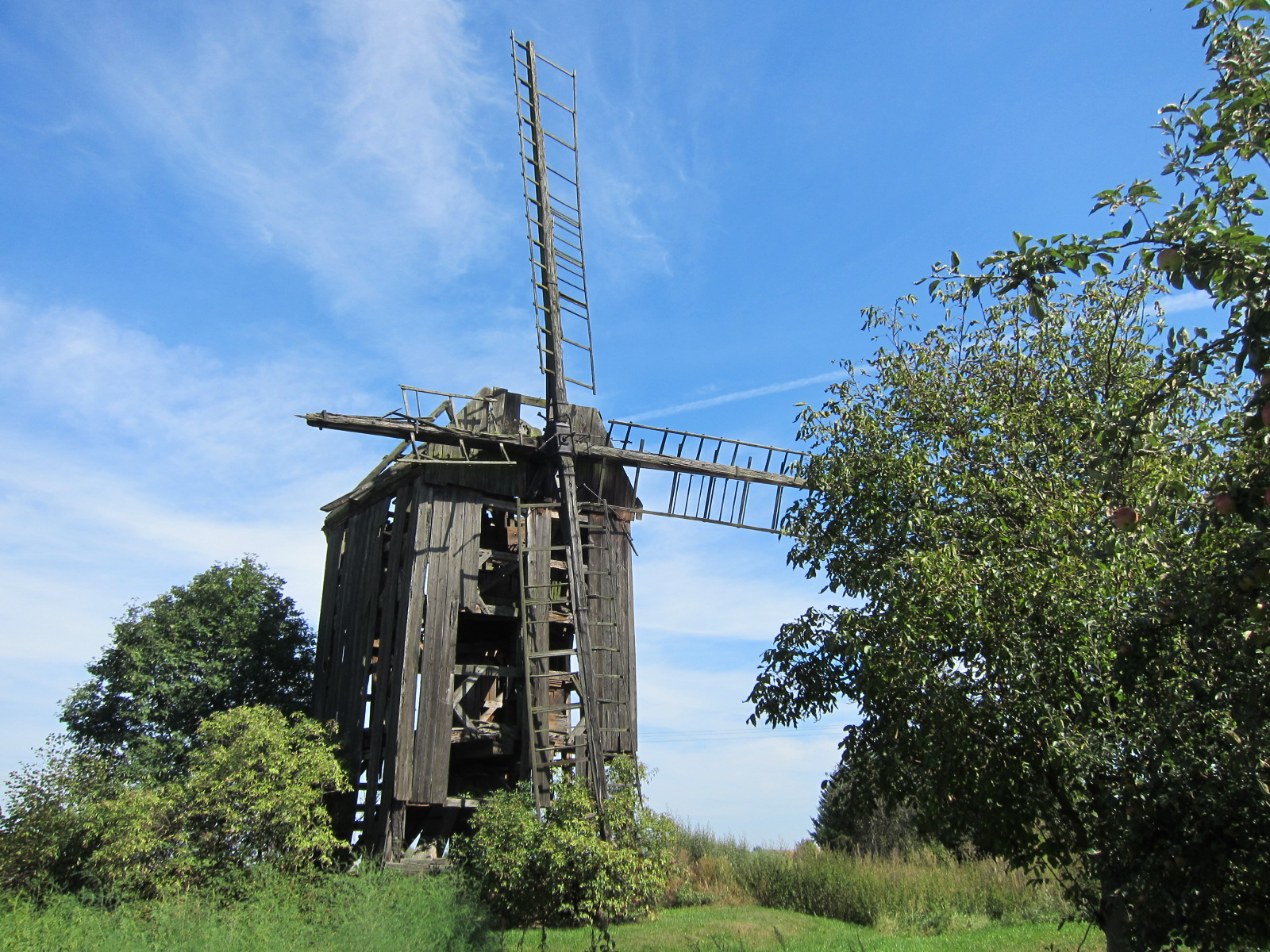
Przemet
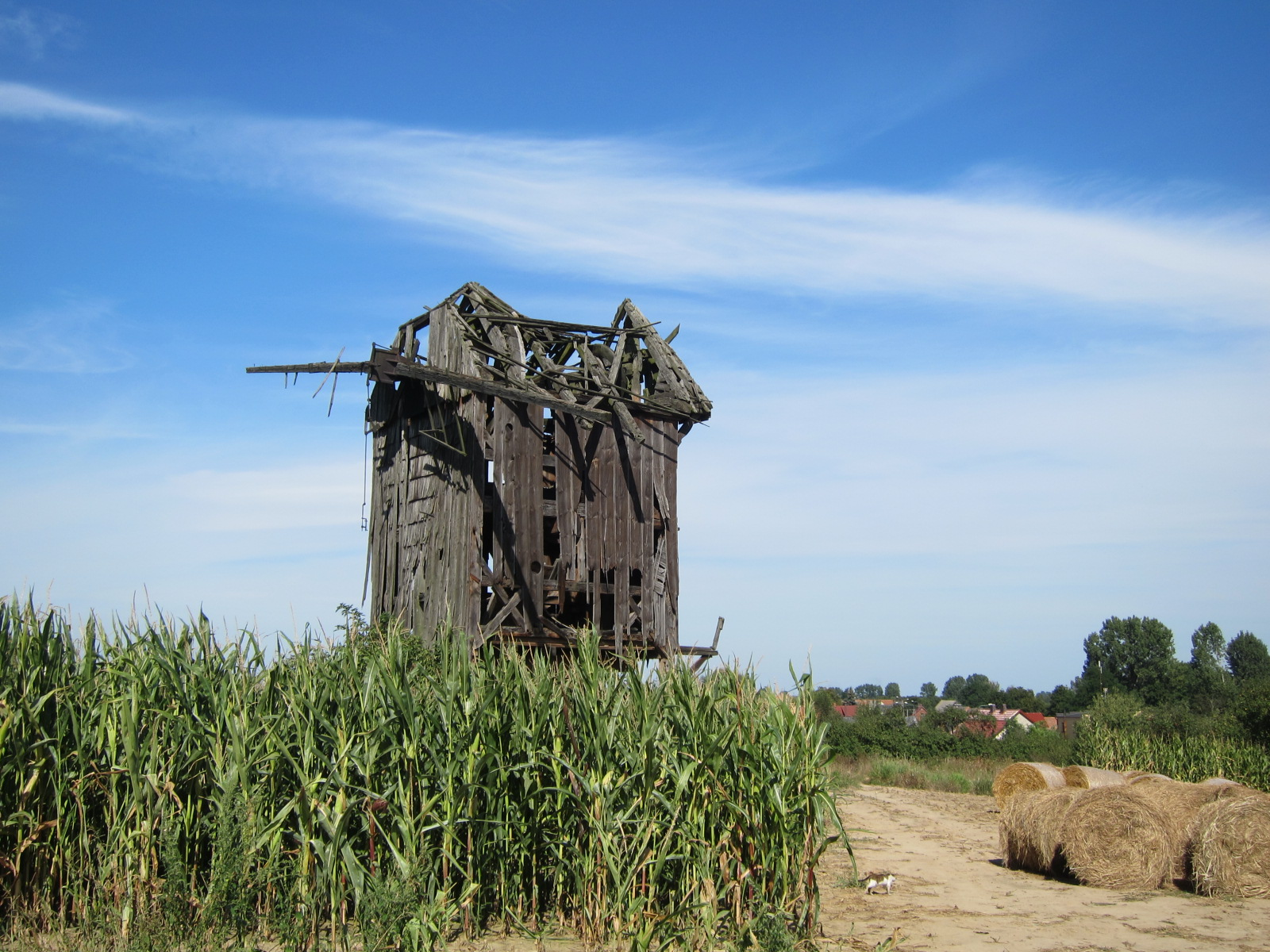
Sączkowo
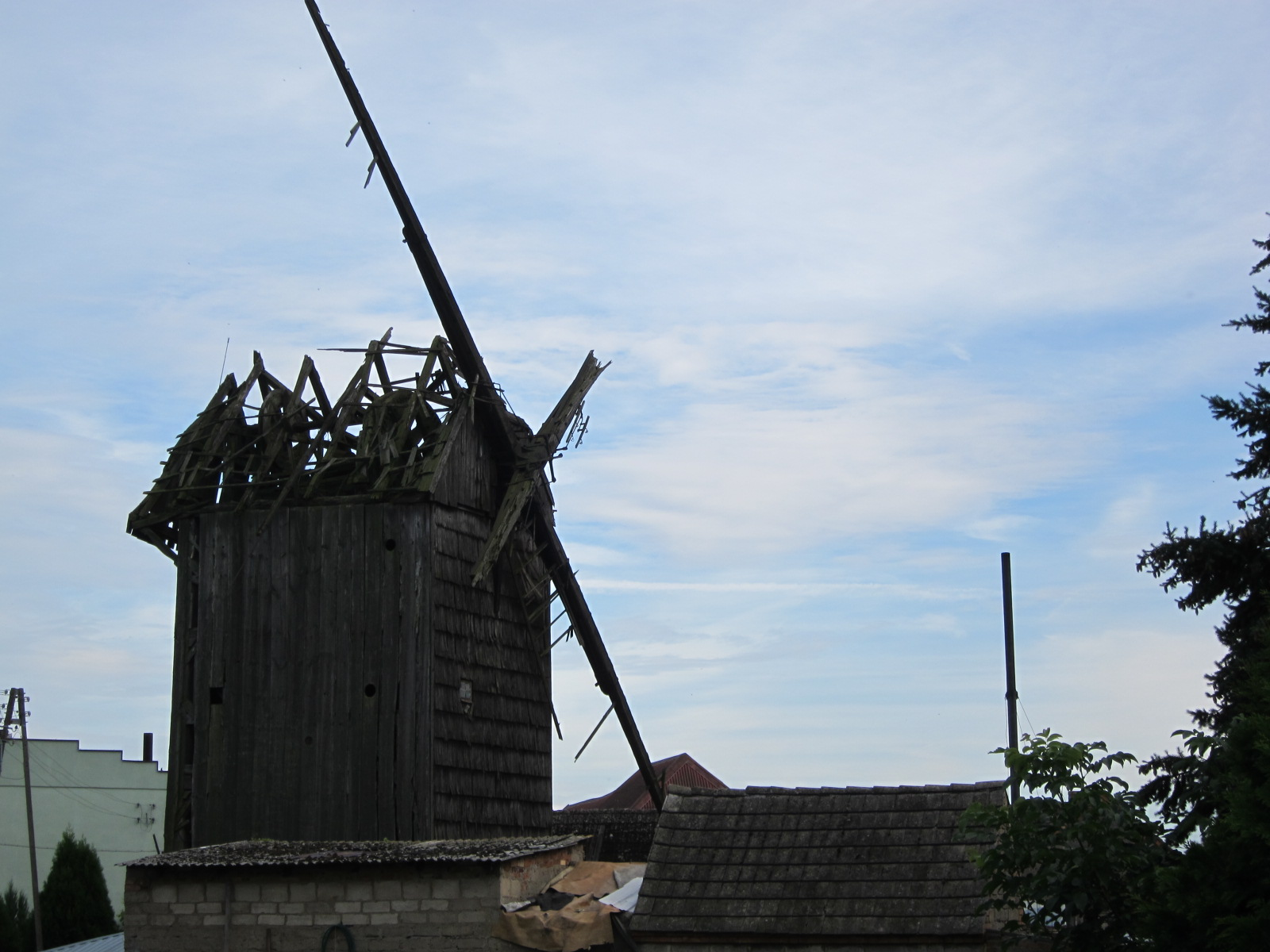
Brenno I.
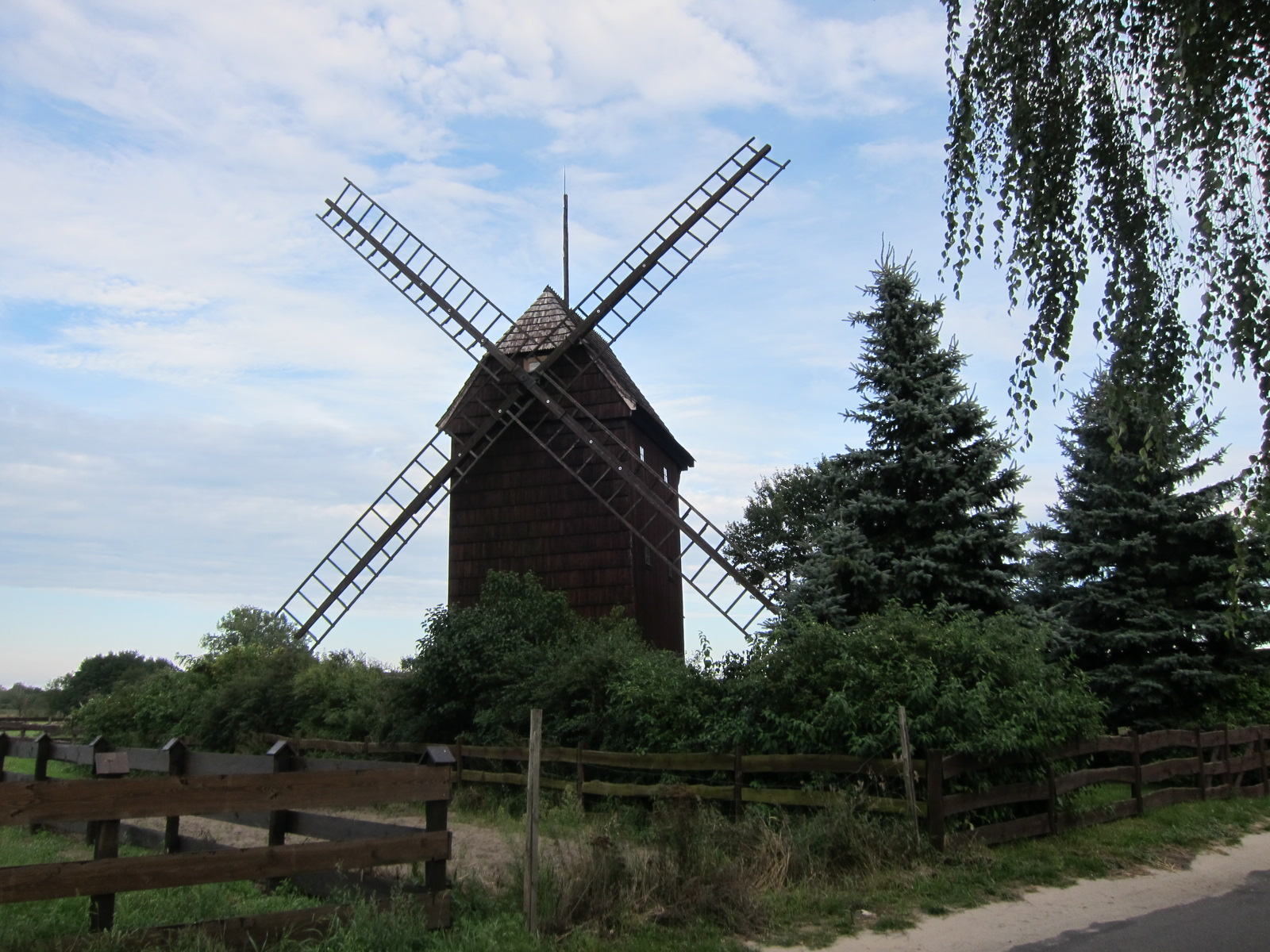
Brenno II.
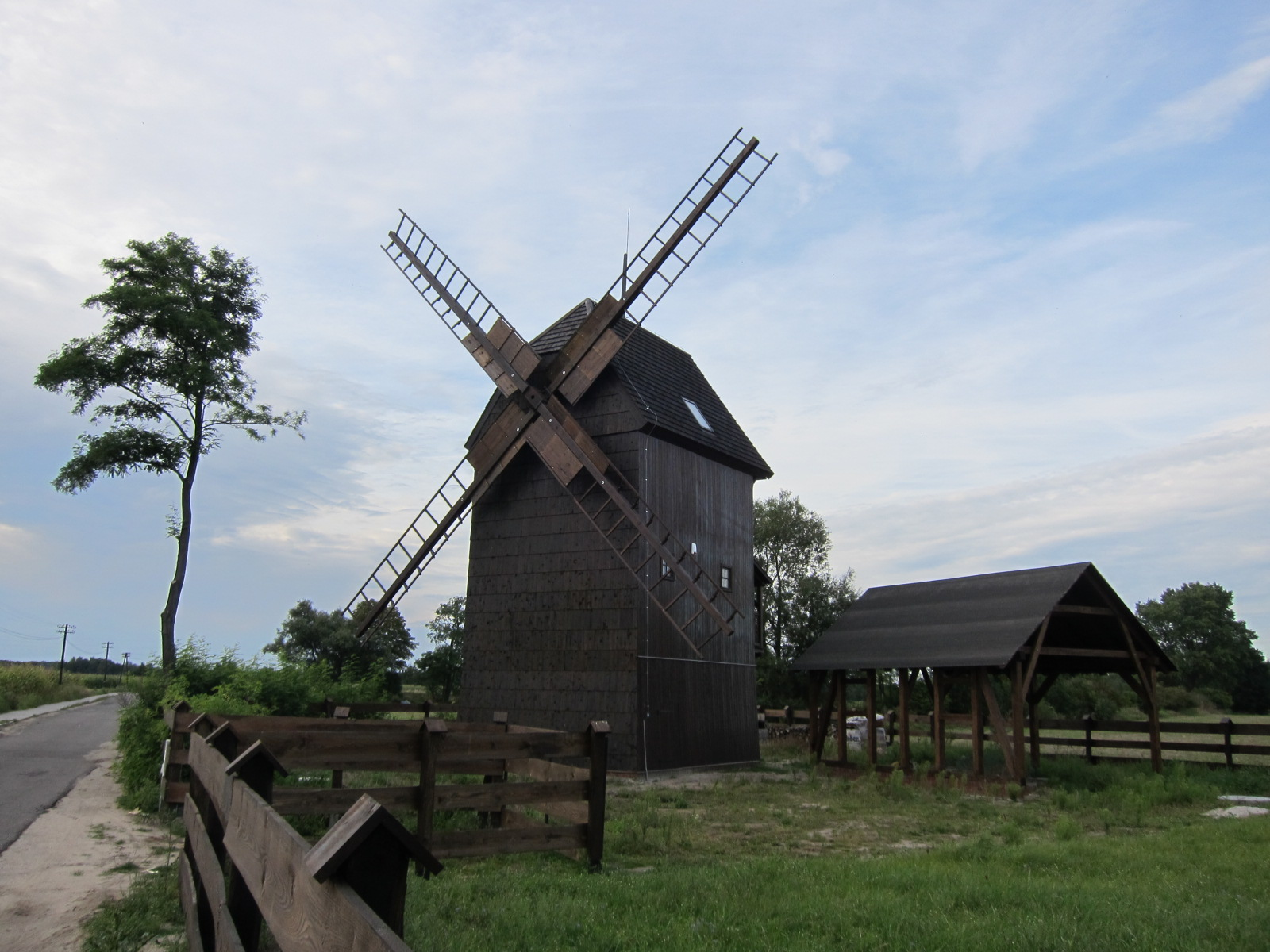
Brenno III.
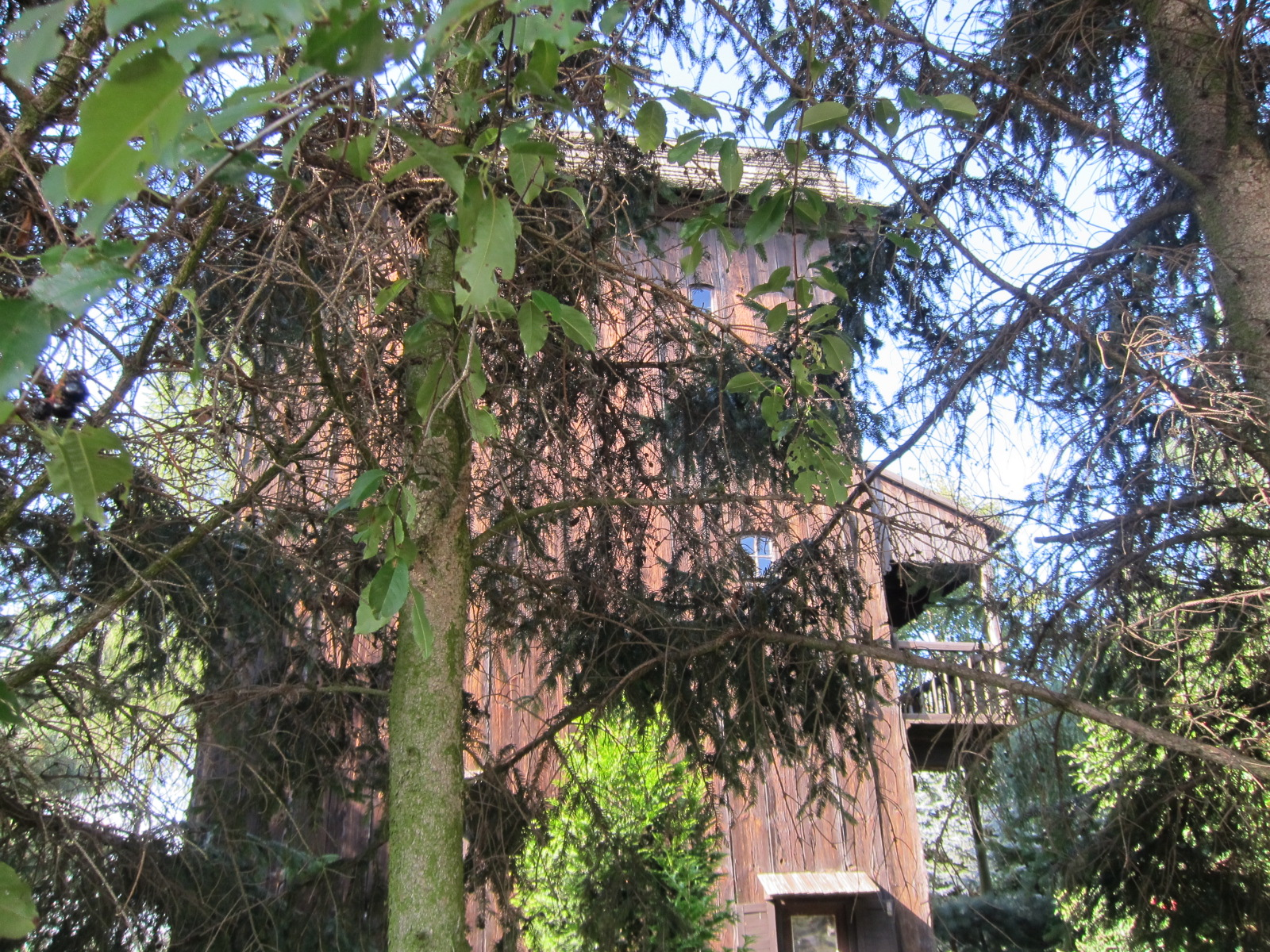
Kasczor I.
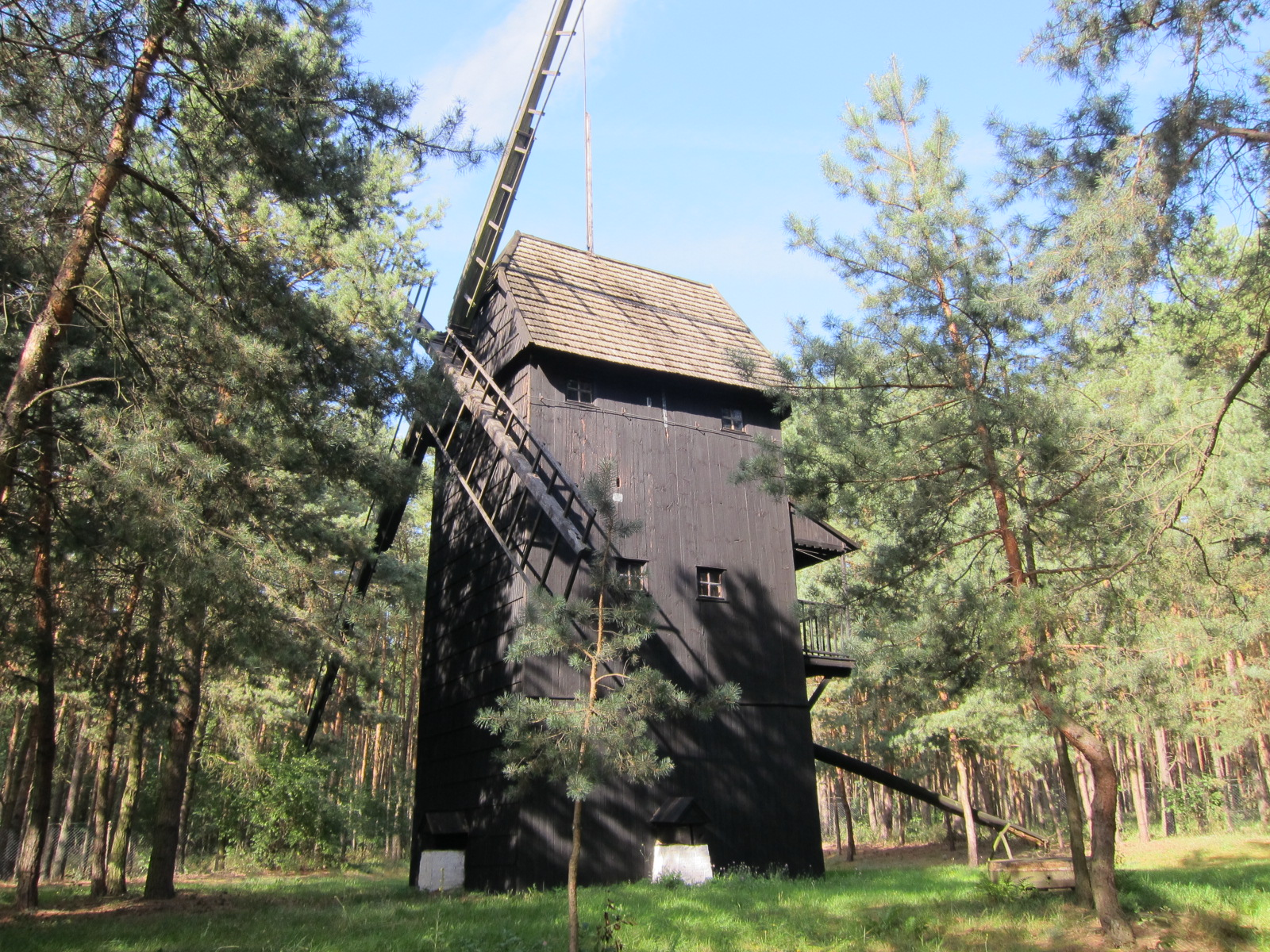
Kasczor II.
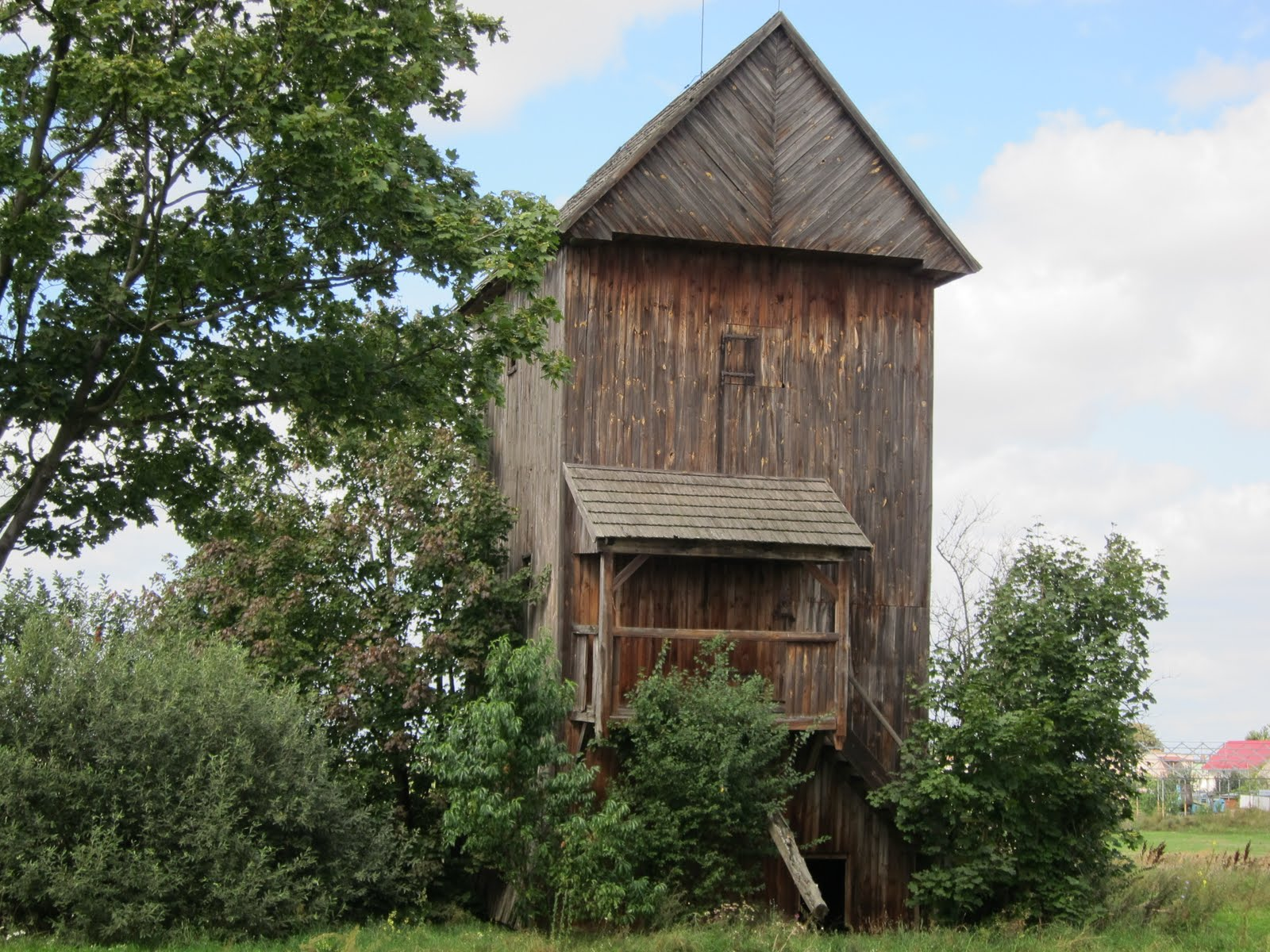
Kawczyn
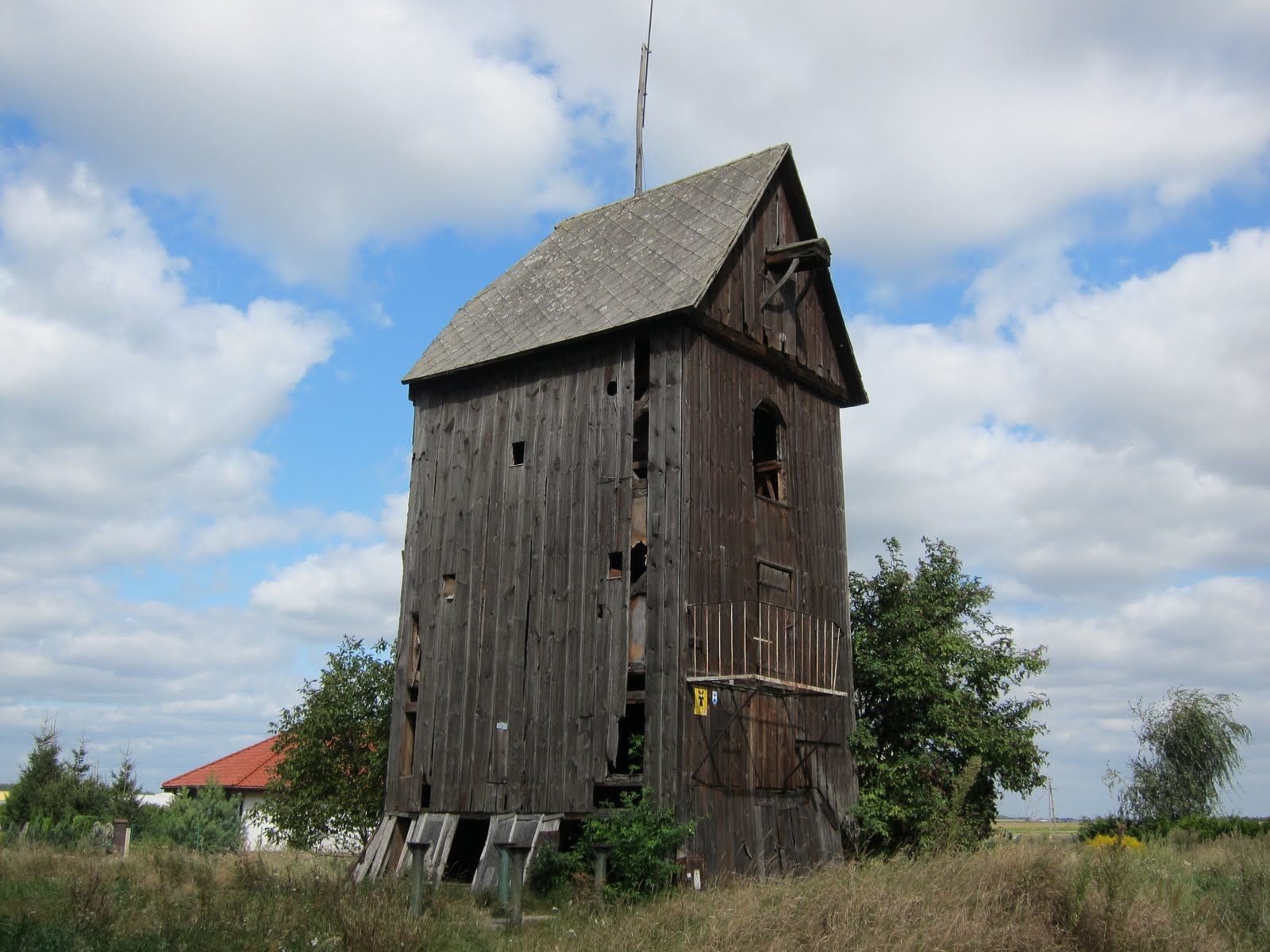
Kościan I.
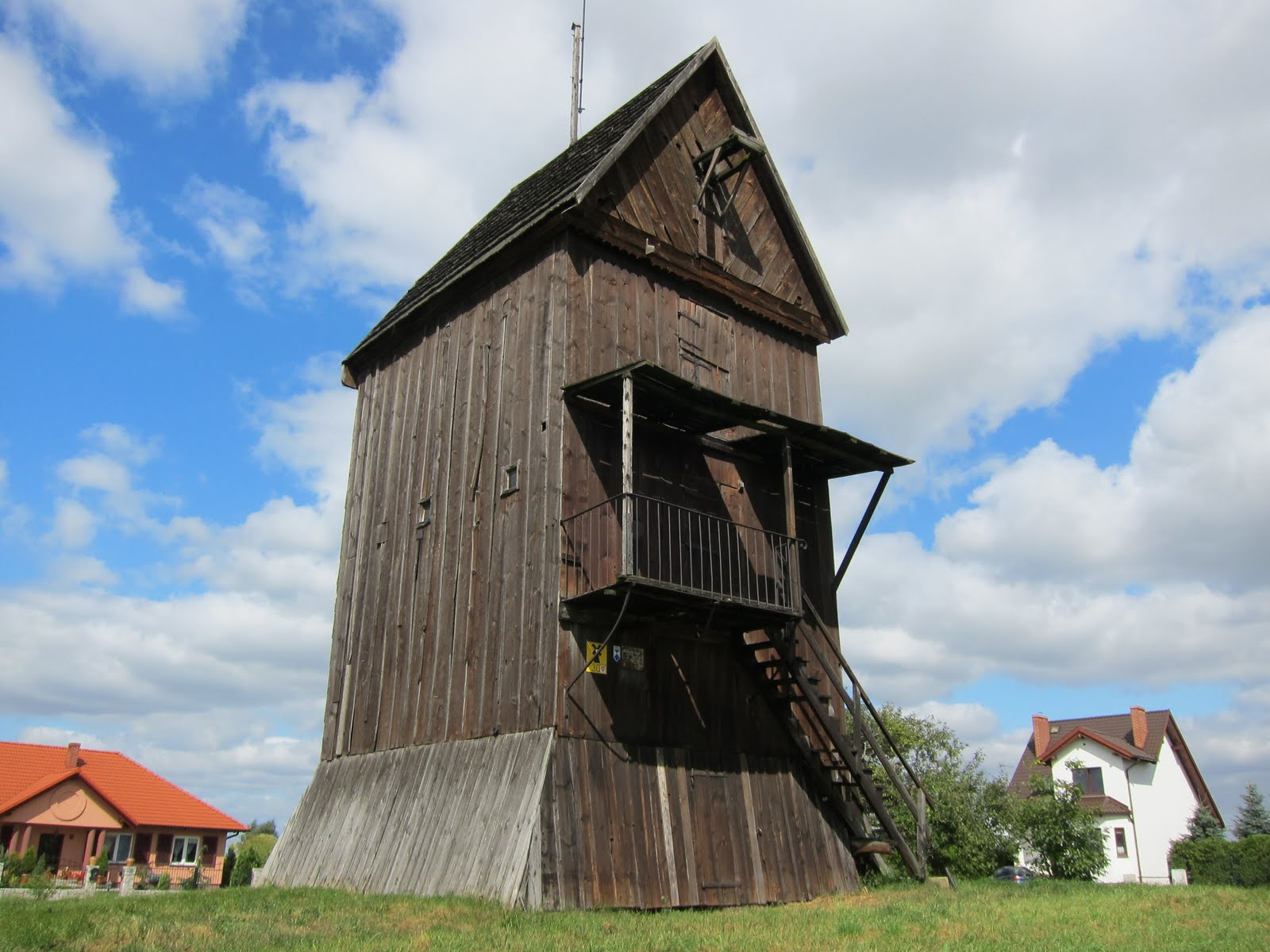
Kościan II.
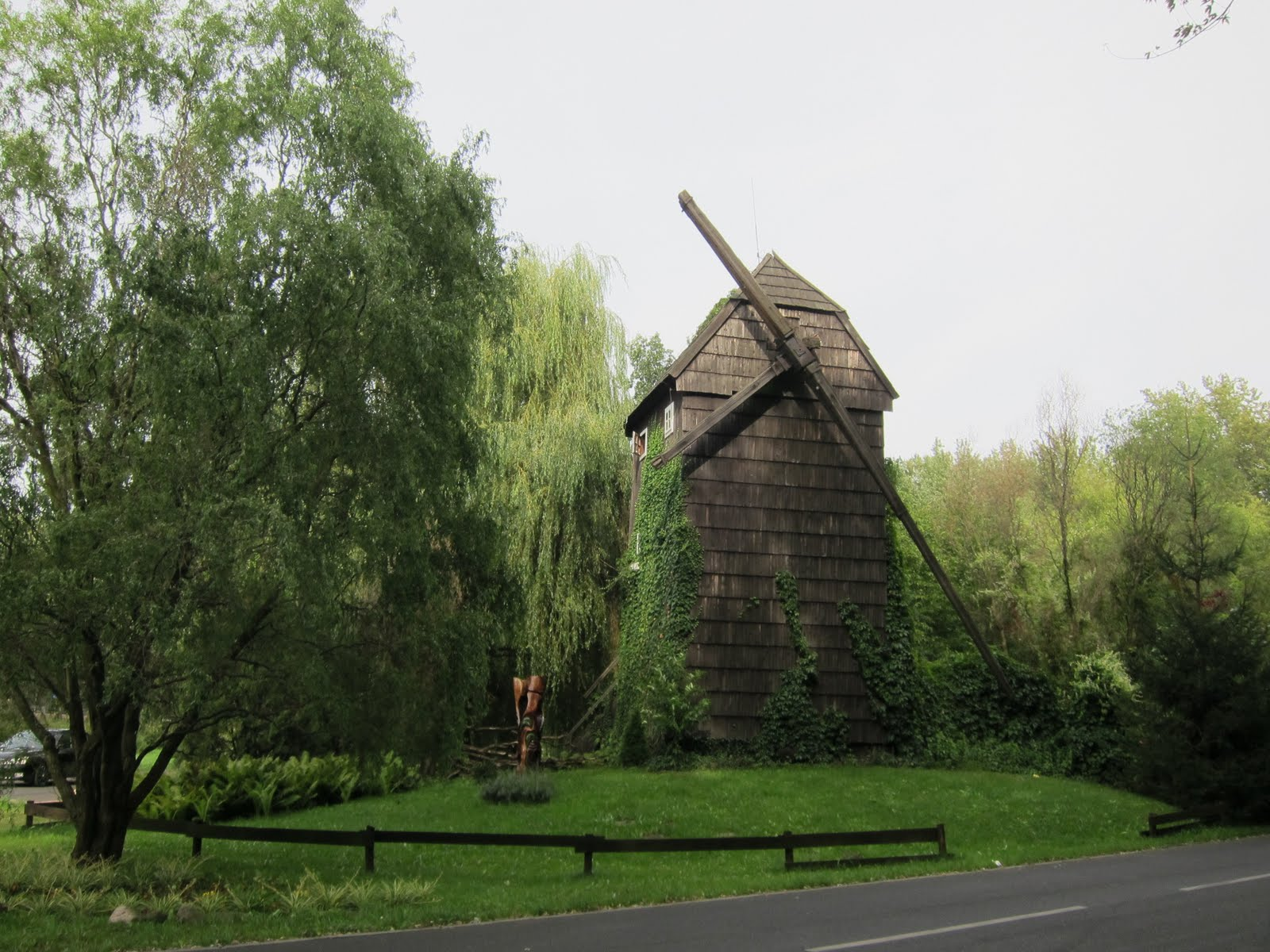
Kościan III.
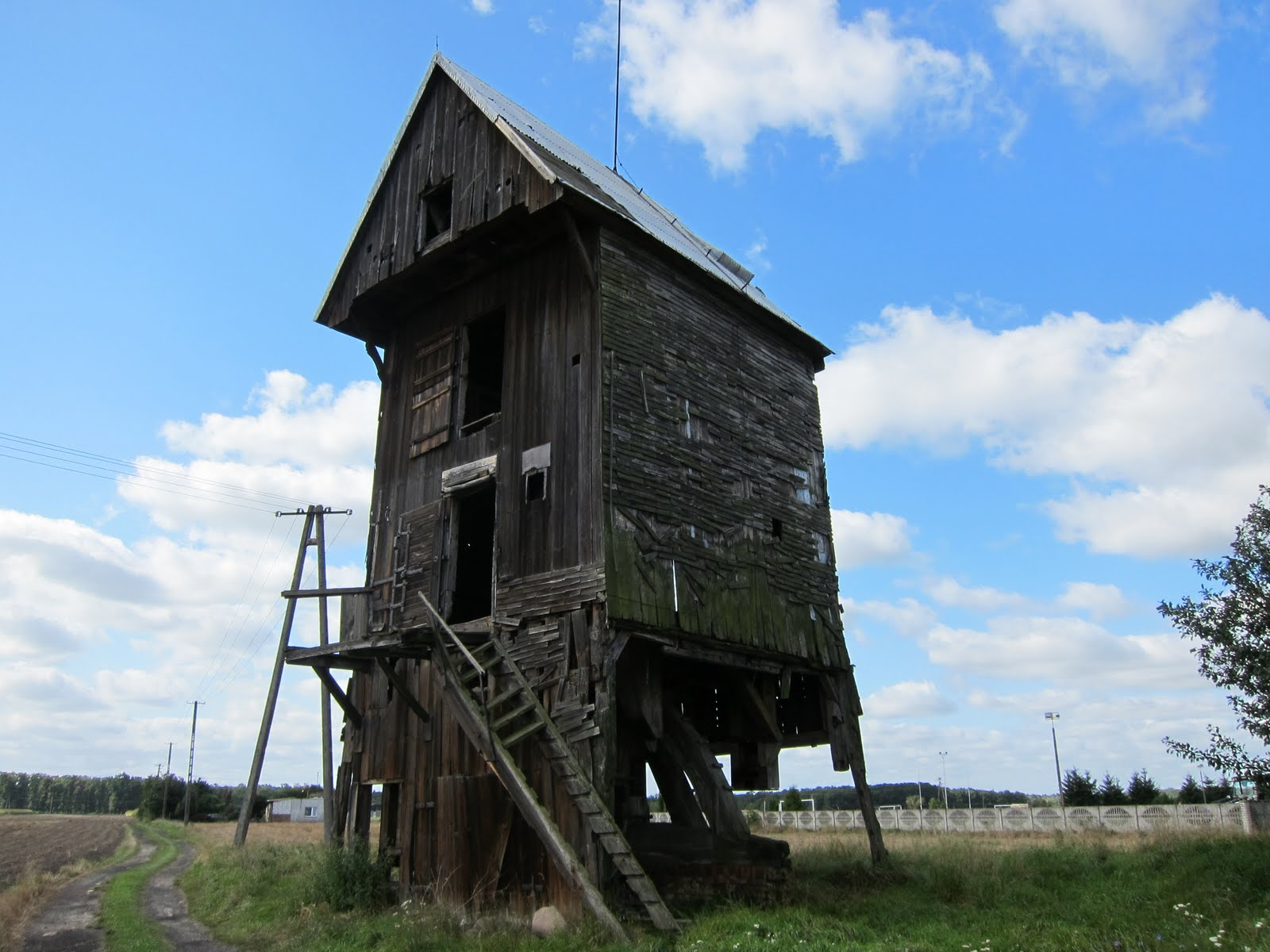
Racot
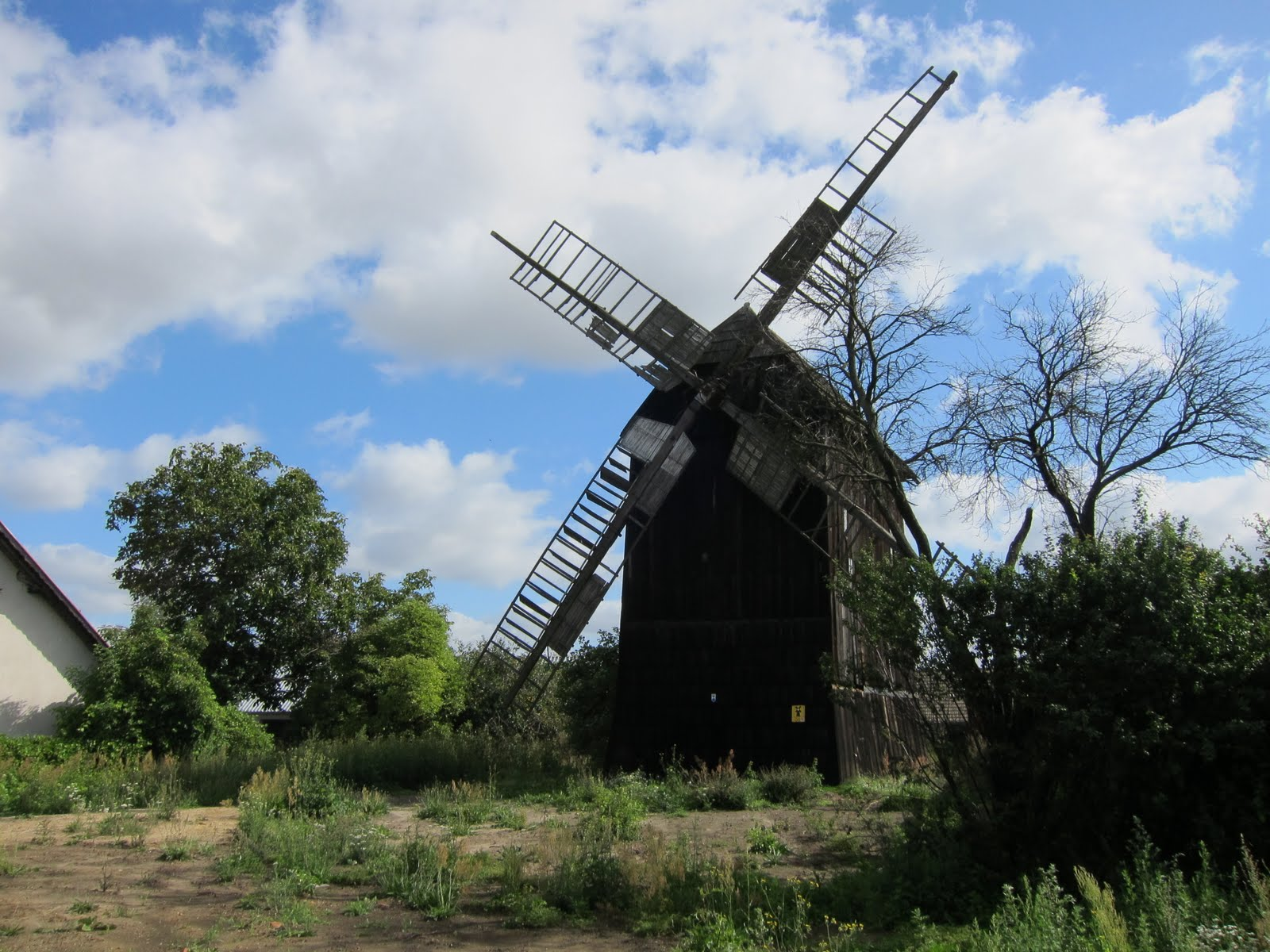
Jerka
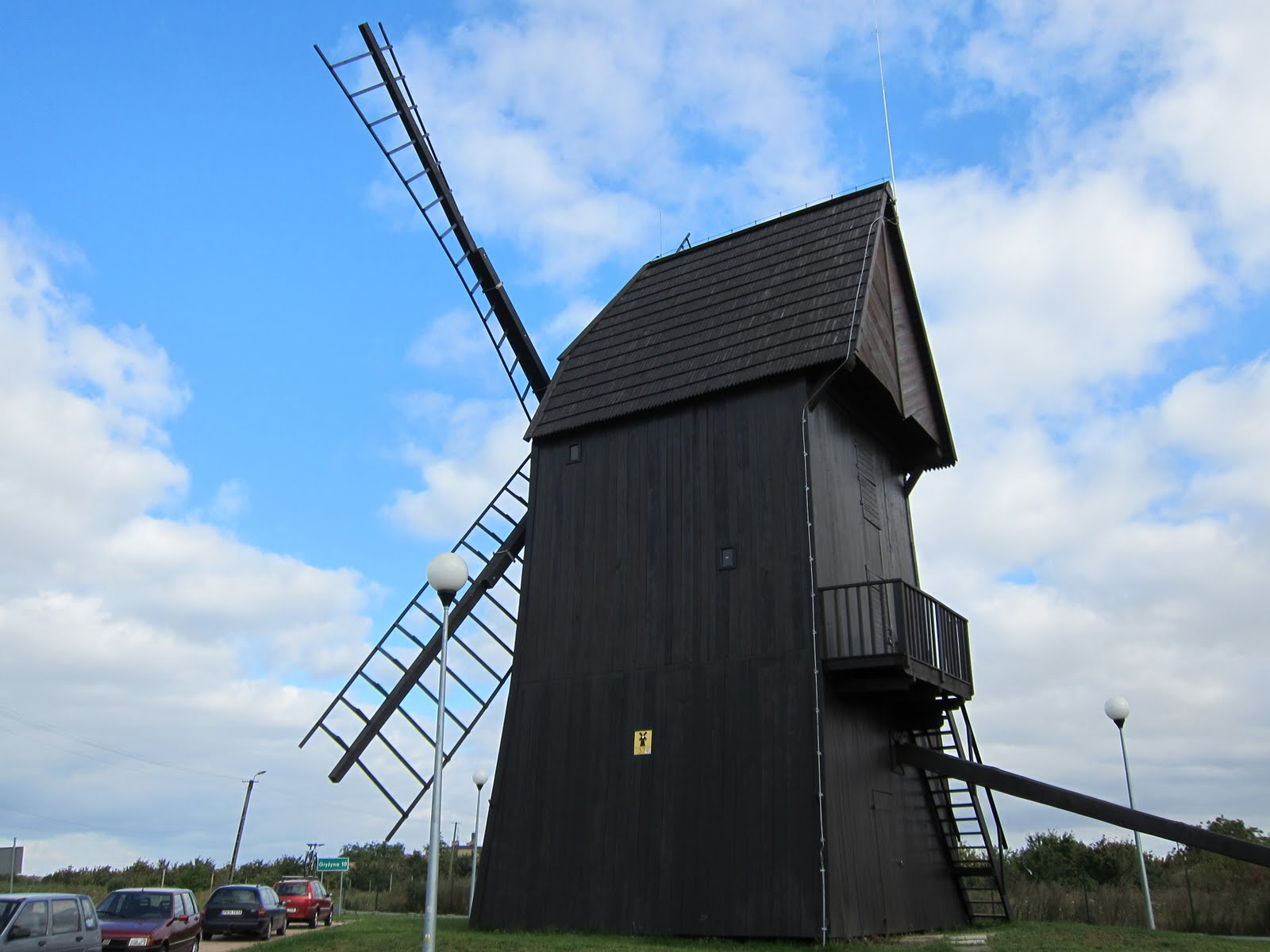
Krzywiń I.
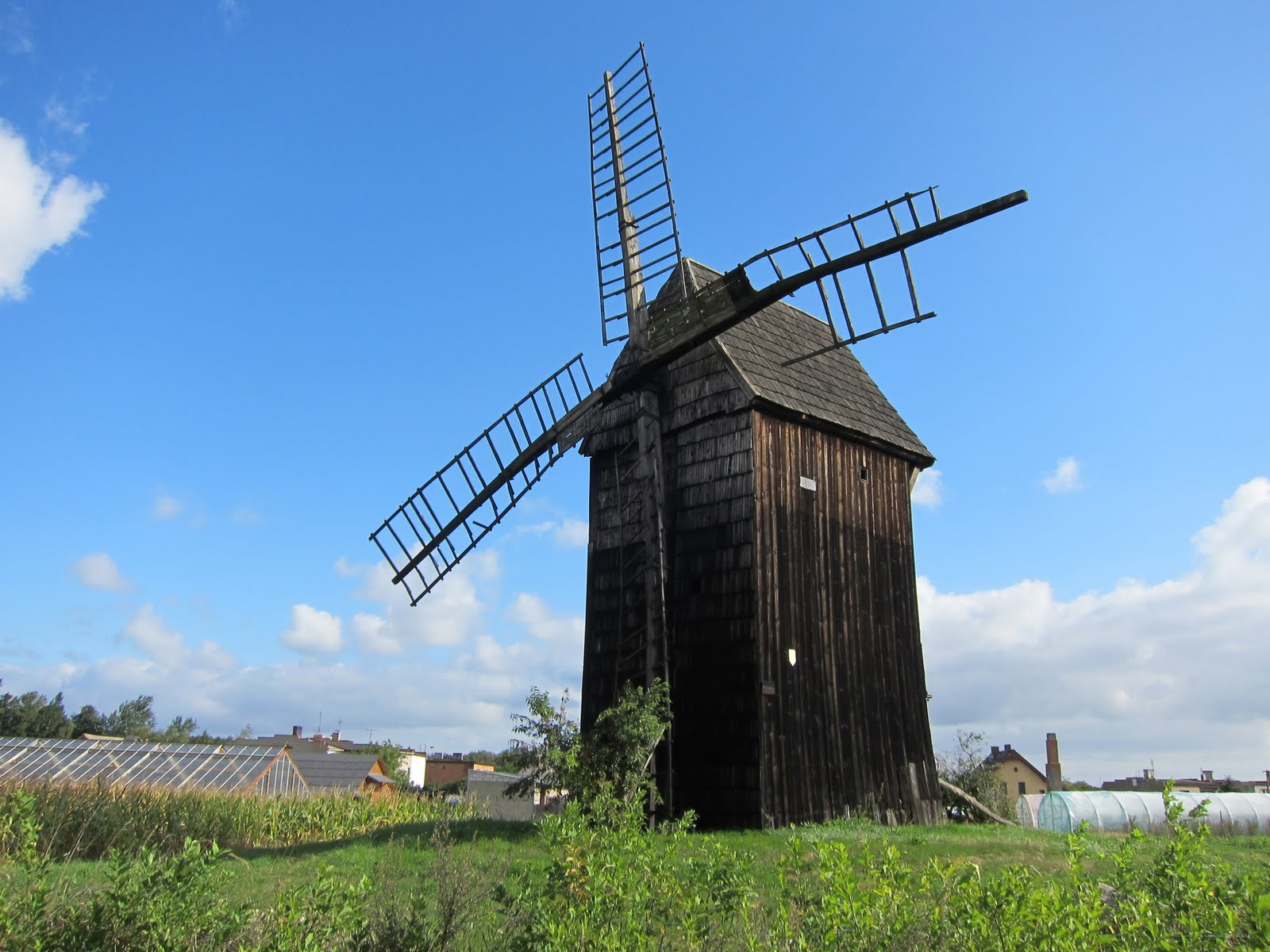
Krzywiń II.
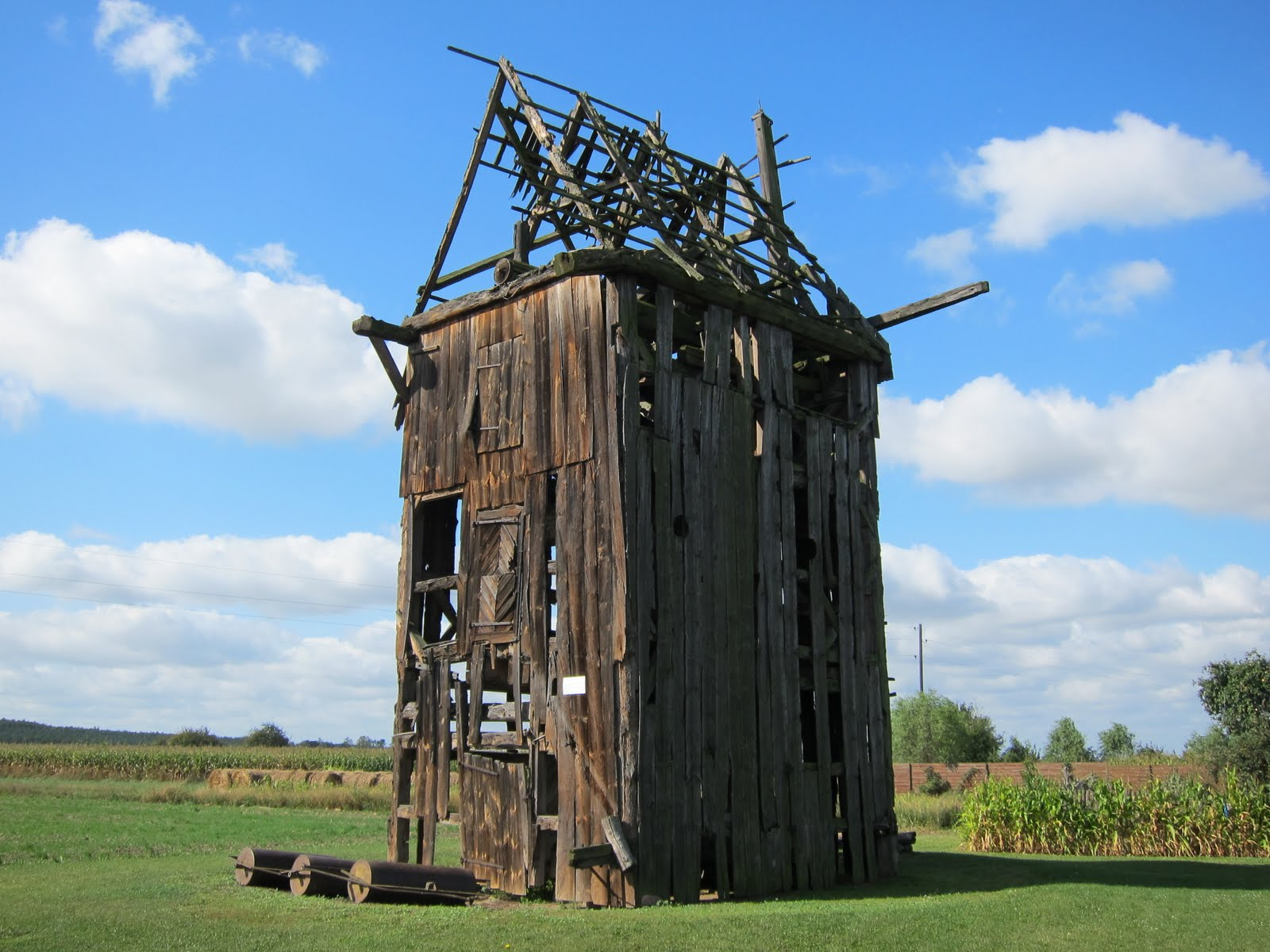
Łagowo